# Drosendorf-Zissersdorf
Drosendorf-Zissersdorf (česky Drozdovice) je městem v okrese Horn v rakouské spolkové zemi Dolní Rakousy, pod které spadají obce a osady Autendorf, Drosendorf Altstadt, Drosendorf Stadt, Elsern, Heinrichsreith, Oberthürnau, Pingendorf, Unterthürnau, Wolfsbach, Wollmersdorf, Zettlitz, Zissersdorf, Hagen a Johannesthal. Samotné městečko Drosendorf leží na skalním ostrohu obklopeném řekou Dyjí s kompletně zachovalými středověkými hradbami. První písemná zmínka o obci pochází z roku 1188. Dějiny městečka ovlivnila i jeho poloha v bezprostřední blízkosti státní hranice mezi Rakouskem a Českou republikou, z čehož vyplývá i jejich provázanost s dějinami jihozápadní Moravy. Drosendorf patřil již na začátku 19. století mezi vyhledávaná letoviska v Podyjí a zaměření na cestovní ruch zůstalo i ve 21. století jeho nejsilnější stránkou. Žije zde přibližně 1 200 obyvatel.

## Historie

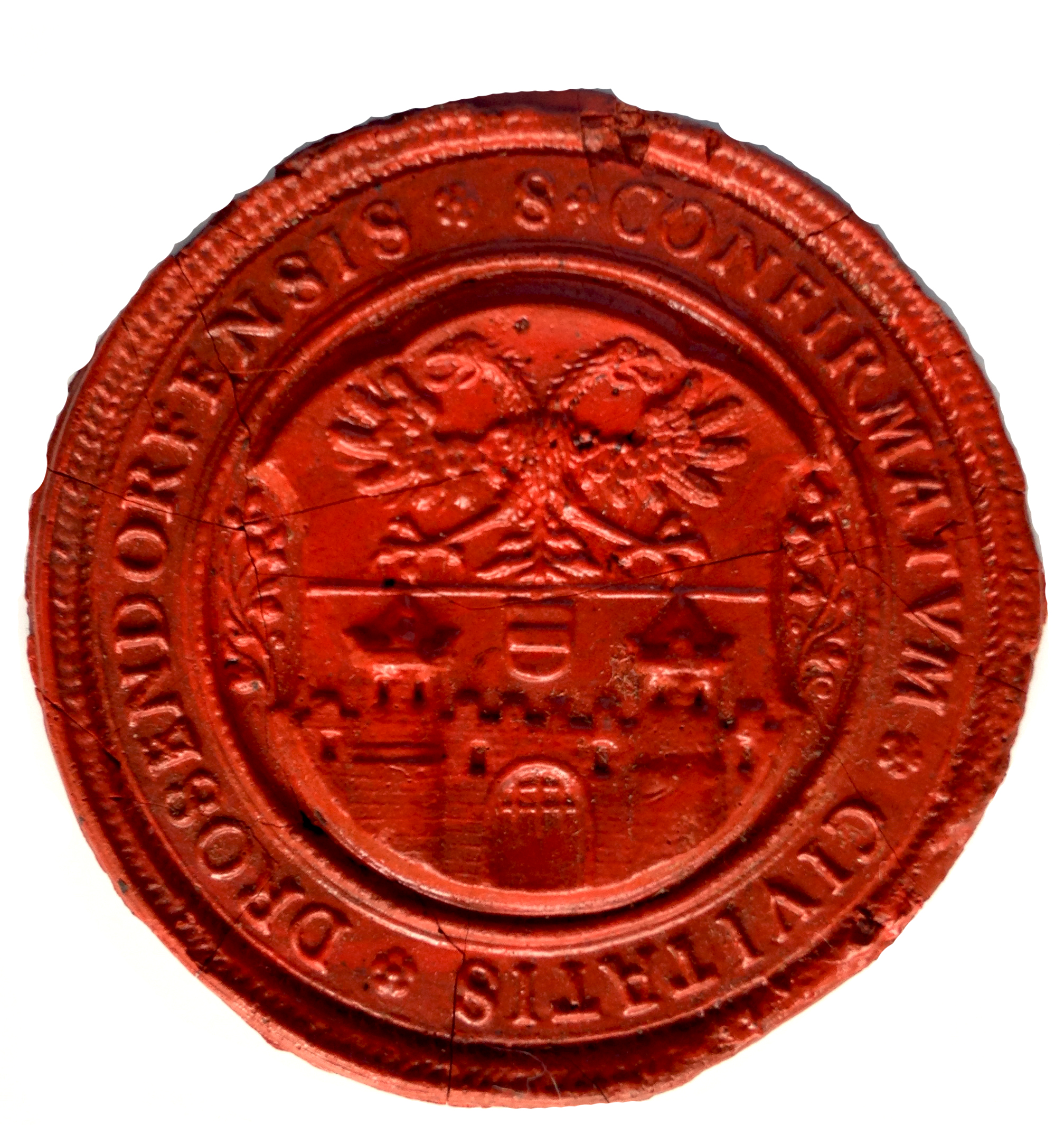
Potvrzení statutu města ~1560, právo erbovní pečeti

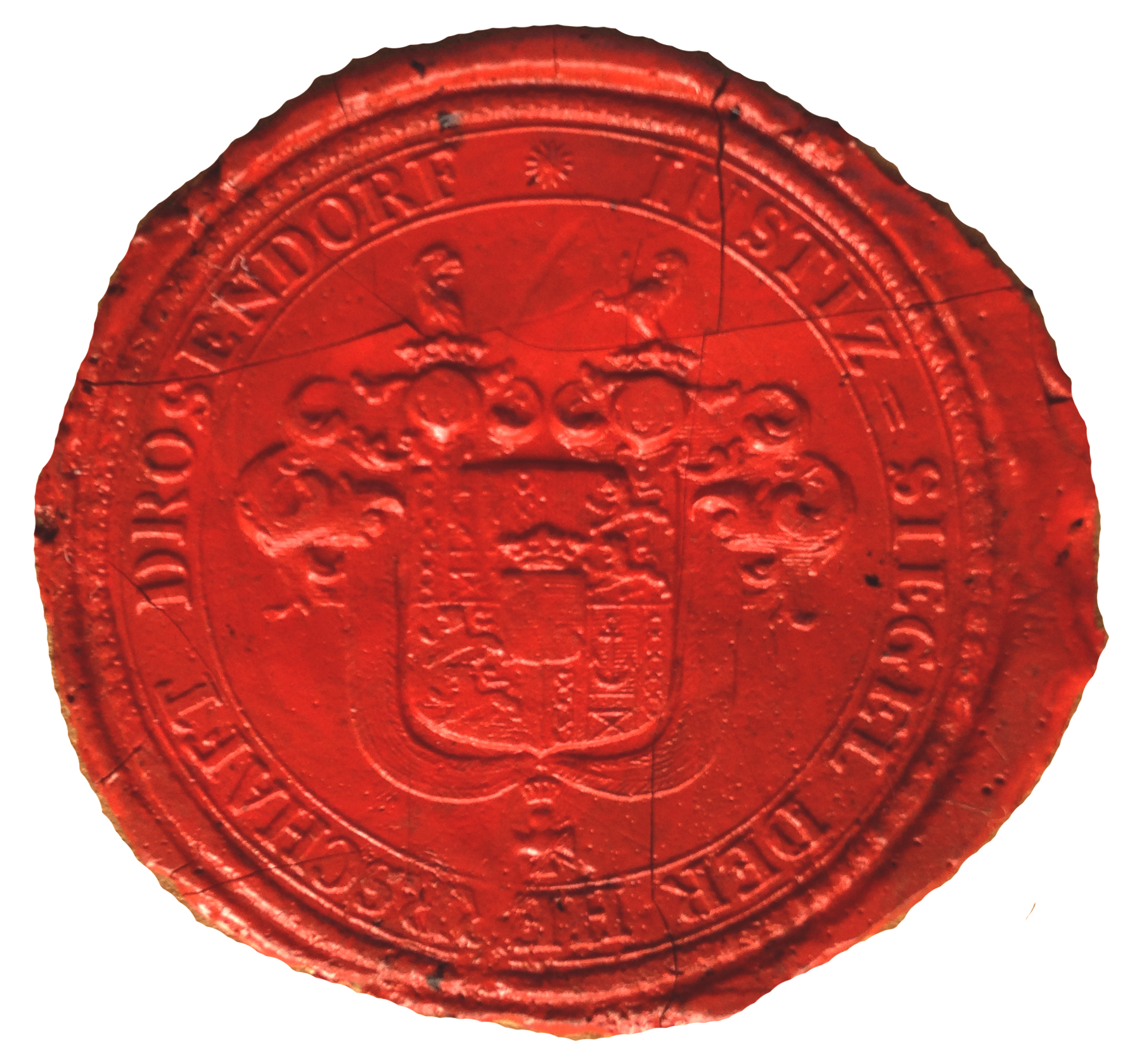
Pečeť úřadu vyššího soudu ~1559

Na konci 11. století svěřili Babenberkové kolonizaci na sever od Dunaje hrabatům z Perneku, kam spadala i oblast při ústí Tubeřičky do Dyje a jejího vtoku na Moravu a přes brod vedoucí zemská stezka z Rakous na západní Moravu a dál do Čech (Pulkava – Weitersfeld – Drozdovice – Vratěnín – Slavonice – Jindřichův Hradec). Na tomto strategickém místě v perneckých hraběcích službách založil ministeriál Drozd (Drozzo) osadu s tvrzí. Jméno zakladatele tak dalo vzniknout názvu obce Drosendorf, česky Drozdovice. V roce 1153 daroval Oldřich z Perneku nově založenému klášteru v Jeruši (Geras) drozdovický farní kostel zasvěcený sv. Oldřichu z Augšpurku (od 16. století sv. Petra a Pavla). Vpády Přemyslovců na rakouské území vedly pravděpodobně k zesílení vojensky strategických hradů a roku 1188 byl v listině pasovského biskupa zmíněn další z perneckých ministeriálů Albero de Drozendorf. Po založení moravského města Jemnice byla tvrz opuštěna a Fridrich II. Babenberský založil na vysokém ostrohu opevněné město s palácem a kostelem sv. Martina. Roku 1255 přešlo na město i zeměpanské soudnictví z Perneku, za něž zodpovídal hejtman Gerwig.

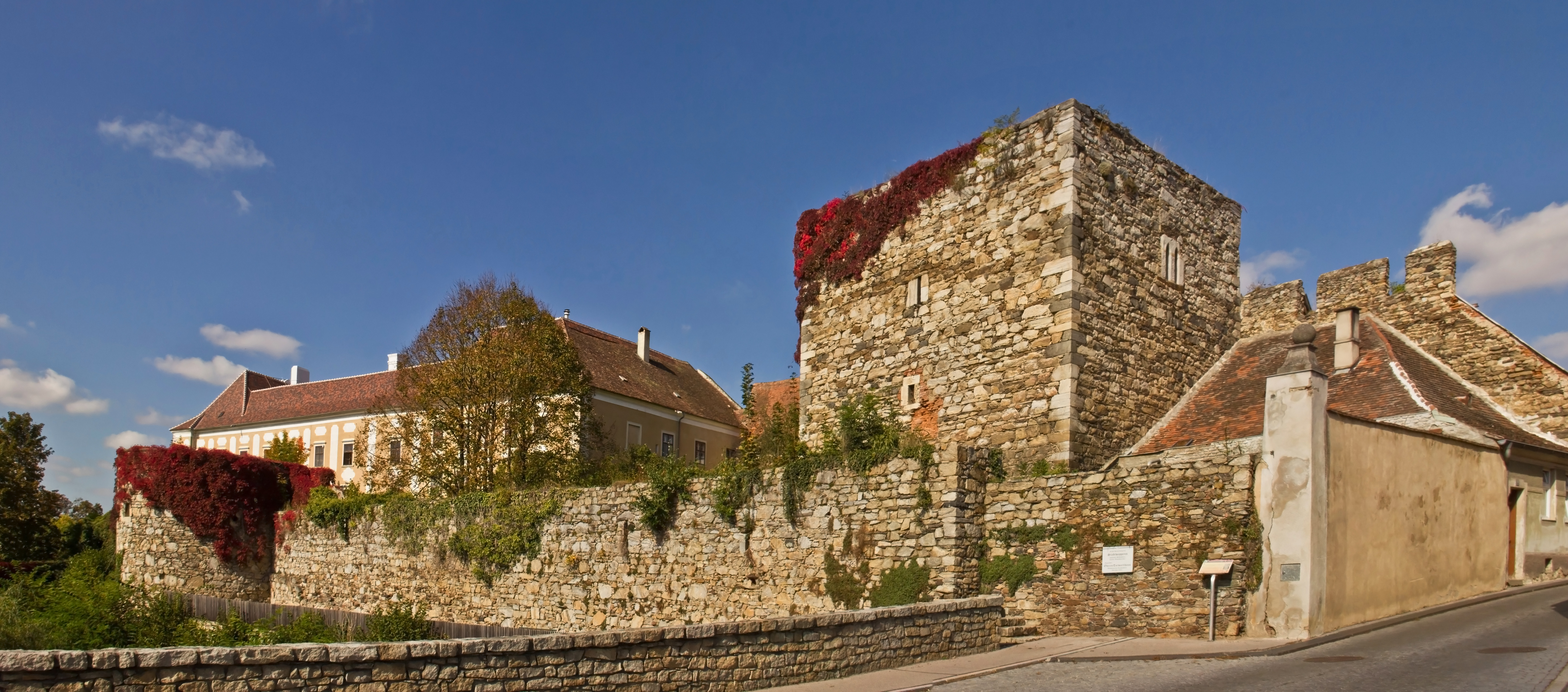
Drosendorf – městské hradby z jižní strany

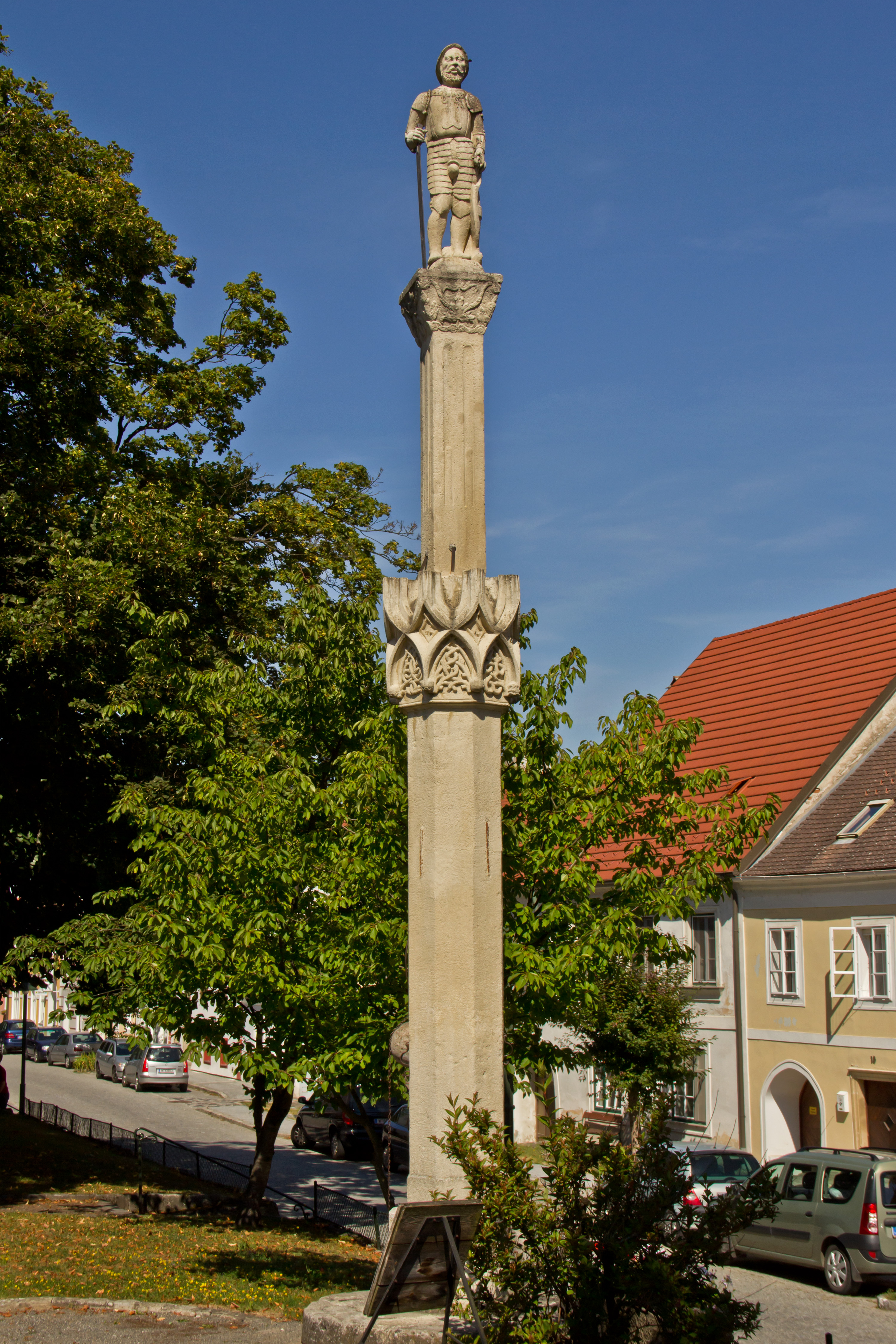
Pranýř ze 16. století se sochou rytíře Rolanda (Steinerner Mann) z roku 1616 symbolizuje právo nižšího soudnictví

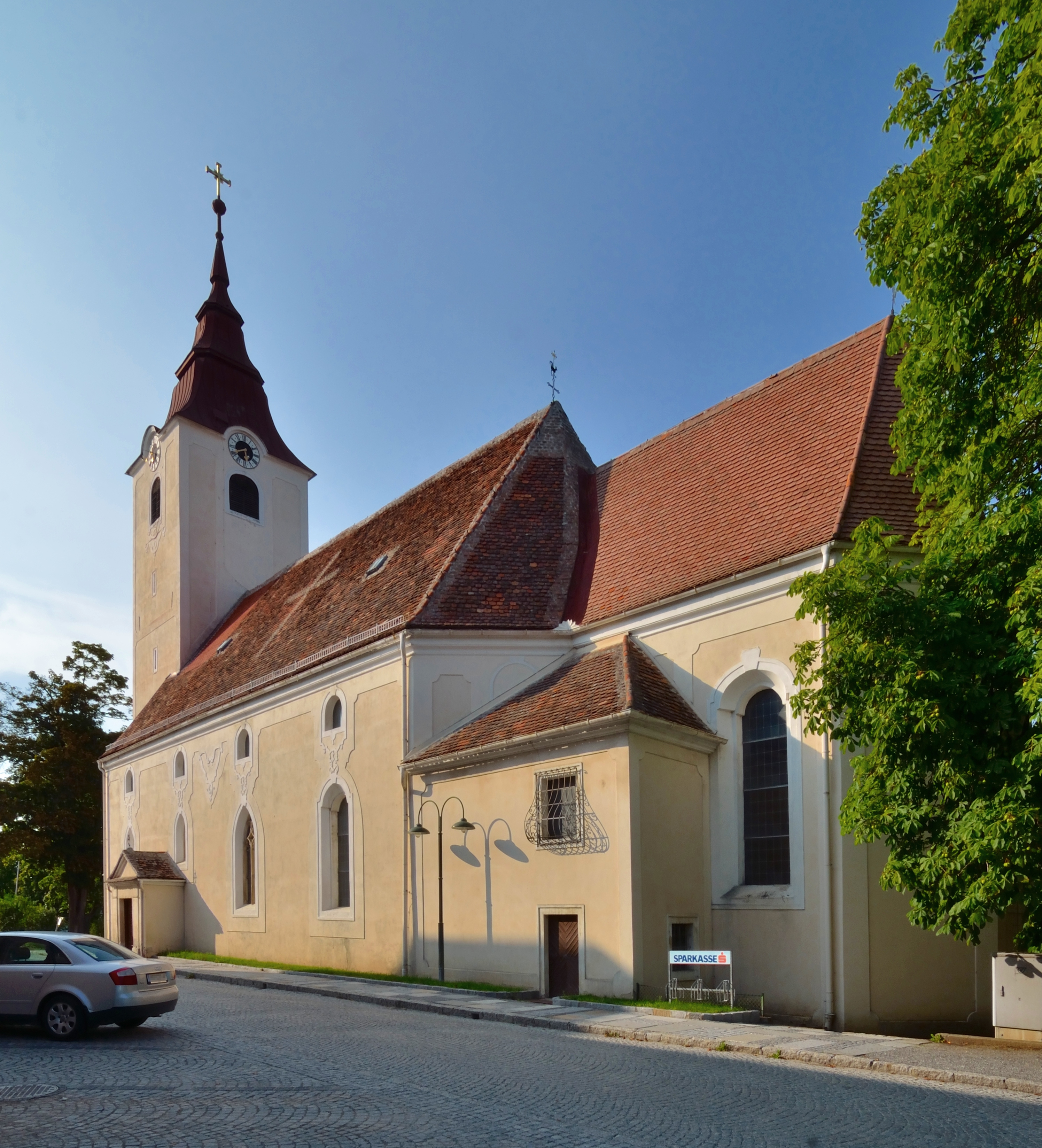
Farní kostel svatého Martina na hlavním náměstí

První zatěžkávací zkouška opevnění se dostavila v roce 1278. Obranu města měl na starosti Štěpán z Maisova, který si tímto od římskoněmeckého krále a vévody rakouského Rudolfa I. vysloužil úřad rakouského maršálka a dočasně komorníka bítovského a znojemského. Město se králi Přemyslu Otakarovi II. podařilo dobýt až po 16 dnech. Při bojích s Janem Lucemburským roku 1328 pověřil rakouský vévoda Fridrich I. Habsburský obranou Drozdovic bratry Fridricha, Jindřicha a Eberharda z Wallsee. Po šesti týdnech obléhání se město vzdalo. Karel IV. pány z Wallsee za prokázané služby odměnil dědičným právem nejen na město Drozdovice, ale Jindřich z Wallsee obdržel roku 1348 Vratěnín (se clem a soudem), Lubenec, Sonovec, Rancířov, Mladoňovice, Mešovice se dvory u Hafnerluden (Lubnice) a dalším zbožím, tak jak zboží předtím drželi Jan, Albrecht a Jindřich z Klingerberka a před nimi páni z Trnavy (zu dem Huse ze Tyrnach). Syn Eberharda z Wallsee Fridrich obdržel úřad rakouského maršálka.
Po vymření drozdovické větve pánů z Wallsee držel město v zástavě Mikuláš Pillung z Jilkova (Nikolaus Pillung sídlil na hradě Gilgenberg 1,4 km severně od Waldkirchen an der Thaya). V roce 1405 obléhali město Albrecht a Jan z Bítova a Cornštejna. Drozdovic se sice mstí zmocnili, ale hejtman Haderer citadelu ubránil a za nečekané pomoci sedláků z okolí byl nakonec Jan zajat a Albrecht ubit na náměstí. Haderera vystřídal na postu hejtmana Konrád II. Krajíř z Krajku a Landštejna, který se oženil s dcerou Mikuláše Pillunga Markétou. V letech 1438–1441 je v Drozdovicích připomínán hejtman Konrád  Eytzinger (Eicinger) z Eytzingu, po něm šest let Jan Krajíř z Krajku, bratr Konráda II. a pán na nedalekém Frejštejně a Cizkrajově. Konečně roku 1447 zastavil Fridrich III. Habsburský město s hradem Osvaldovi z Eytzingu, bratrovi Oldřicha a Štěpána z Chýje a Šratentálu, který vydržoval na hradě 30 jezdeckých a deset pěších ozbrojenců a disponoval příjmy ze tří zeměpanských lén – Drozdovic, Trnavy a Vejkartic (Weikertschlag).
Za Osvalda byl na náměstí v letech 1461–1464 postaven nový kostel sv. Martina, ze starého vybudována sýpka, dokončena rozsáhlá přestavba citadely a kolem města vybudována parkánová zeď s půlkruhovými bastiony. Na úpravách města se dále podíleli po jeho smrti v roce 1476 jeho bratr Štěpán a synovec Jiří z Eytzingu. V roce 1506 král Michalu Eytzingerovi z Eytzingu na jeho přání zástavu vyplatil a novým majitelem se stal český šlechtic Jan Mrakeš z Noskova a Budišova, jehož zásluhou dostalo město v roce 1536 měšťanský špitál. V roce 1574 přešlo město na Arnošta Mollarta (komorník císaře Maxmiliána II., později rádce arcivévody Arnošta, Matyáše i císaře Rudolfa II. v Praze) a po celé 17. století střídalo celkem živě své majitele:
Spolu s ním se po Drozdovicích psal i jeho mladší bratr Jakub, president dvorské komory a majitel panství Bejdova nad Dyjí (Waidhofen). Díky panovníkově přízni dosáhl Arnošt roku 1607 převodu drozdovického hradu do svobodné držby, přičemž město zůstalo i nadále zeměpanské. Mollartům však Drozdovice dlouho nezůstaly a po celé 17. století měnily majitele, zpravidla po přeslici. Roku 1624 je koupil císařský rada Vincenc Muschinger, pán na Rosenburku, Hornu a Garsu. Po jeho brzké smrti roku 1628 připadl dceři Martě Barbaře a zeti Zikmundu Kurzovi ze Senftenau, později říšskému hraběti z Valloy a říšskému vicekancléři Ferdinanda III. Jejich dcera Eleonora pak roku 1660 přinesla majetek do rukou chotě Ferdinanda Maxmiliána ze Sprinzensteinu a stejným způsobem jejich dcera Kateřina Eleonora roku 1671 svému manželovi, císařskému vyslanci Leopoldu Josefovi, říšskému hraběti z Lamberku.
Úryvek z Hrady a zámky moravsko-rakouského Podyjí, 2013
V roce 1620 obléhala město bezúspěšně císařská protestantská posádka, v roce 1645 se zde pohyboval oddíl švédských vojsk generála Torstenssona, který pustošil především starý Drosendorf pod skalním ostrohem. Další vojenské plenění saským vojskem následovalo v roce 1735, francouzským v letech 1805, 1809 a pruským v roce 1866. Na barokní přestavbě nového zámku po požáru v roce 1694 se podílela hraběnka Kateřina Eleonora a její syn Karel Josef z Lamberku a Sprinzensteinu. Město však vyhořelo ještě v roce 1742 a 1846, což připomínají vedle sebe řazené domy na náměstí ve stylu baroka, biedermeieru a secese. V roce 1822 převzala zámek rodina Hoyos-Sprinzenstein a ta jej vlastní dodnes. Zámek je využíván jako pension a vzdělávací centrum.
Ve středověku mělo město nejen hraničně-obranný význam, ale také hrálo důležitou roli v přeshraničním obchodu. V roce 1310 obdrželo od Fridricha I. Sličného městská práva, v roce 1379 a 1399 práva výročního trhu. Konflikty města s majiteli Drosendorfu o městské soudnictví ukončil v roce 1559 udělením vyššího soudu městu Drosendorfu císař Ferdinand I. Habsburský. O rok později městu udělil znak s dvojitým orlem a právo pečetit červeným voskem. Zachovalý pranýř ze 16. století se sochou rytíře Rolanda (Steinerner Mann) z roku 1616 byl známkou nižší jurisdikce. Rytíř Roland se stal symbolem čestného a neúplatného bojovníka a ochráncem práv chudých a slabých, symbolem městských a celních práv. Proto socha rytíře stávala ve městech na čestných místech, na náměstích a trzích. Pro hospodářský rozvoj města se stal významným v roce 1514 majiteli panství vybudovaný pivovar a hornictví. Důl pro těžbu kamence (Alaunbergwerk) byl otevřen v roce 1559 a na konci 16. století došlo k přechodné těžbě olova (Bleibergbau).
Dopravní odlehlostí ztratilo město v 19. století na významnosti. Dopravní situace se zlepšila až v roce 1909 po otevření lokální železniční dráhy Retz-Drosendorf. Zemědělský ráz si město zachovalo i přes průmyslovou výrobu v továrně na výrobu lojových svíček (Talgkerzenfabrik) a výrobu rostlinného oleje (Ölmühle) ve mlýně. Ve 20. století se stal Drosendorf vyhledávaným letoviskem a i ve 21. století se prezentuje především jako vyhledávané rekreační městečko s půvabnou historickou atmosféru. Od roku 1982 se může Drosendorf pochlubit nejstarším regionálním muzeem v Dolním Rakousku.

## Geografie

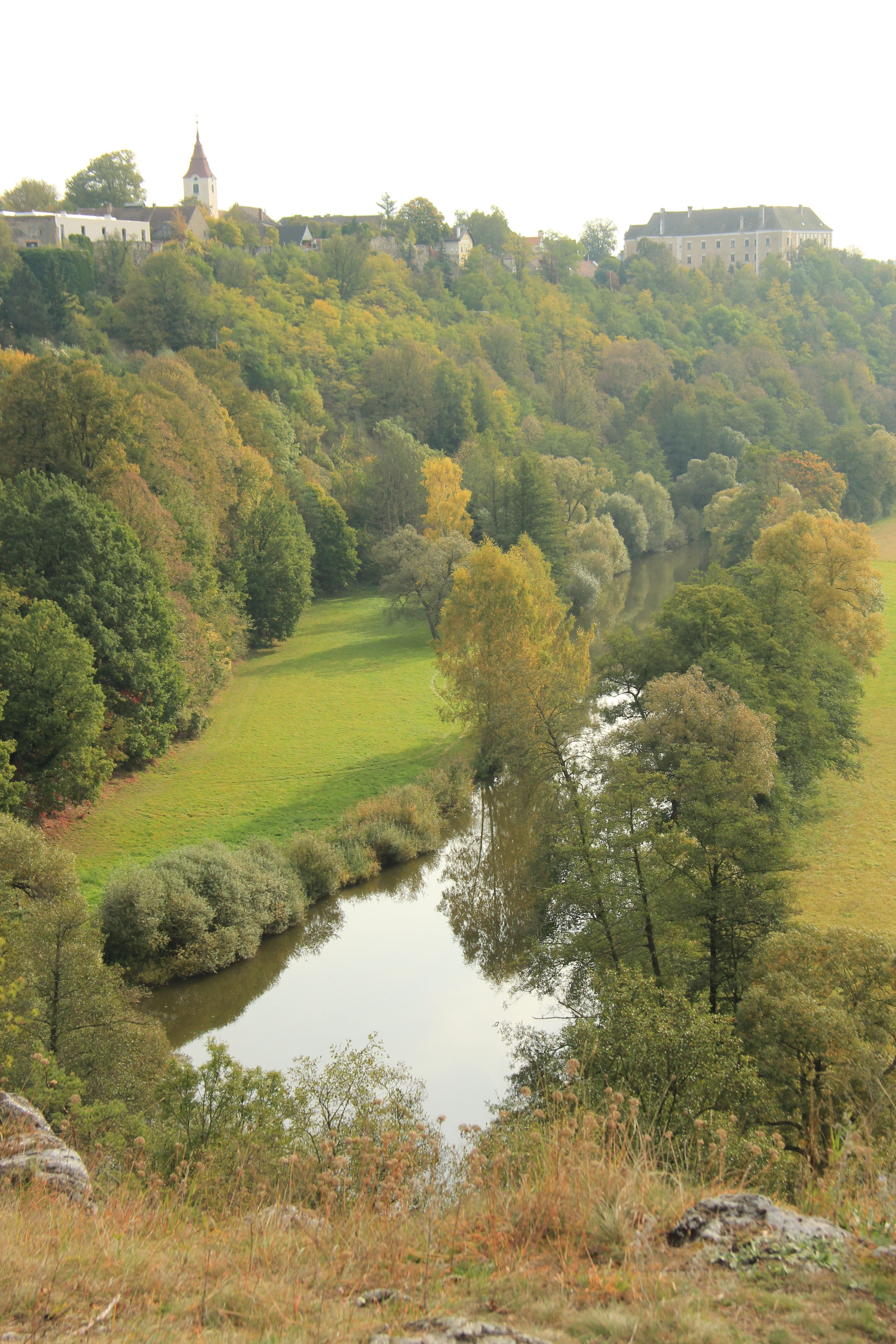
Pohled na městečko Drosendorf a řeku Dyji od západu

Katastr města Drosendorf-Zissersdorf ohraničuje ze severu hranice s Českou republikou, z východu katastr obce Langau, na jihu obce Geras a ze západu katastry obce Japons a města Raabs an der Thaya. Svou rozlohou 53,45 kilometrů čtverečních patří k těm nejmenším. Od východu na západ protíná katastrální území zemská silnice Thayatal Straße (B 30), která se v Gerasu napojuje na zemskou silnici (Landesstraße) Horner Straße B4. Dominantou celého území je město Drosendorf ležící na vysokém skalnatém ostrohu, který obtéká řeka Dyje. Hraniční přechod Oberthürnau-Vratěnín (německy Fratting) se nachází 3 km severně od města na silnici L 1187. Většinu územní plochy tvoří zemědělská půda, jen 29,87 % plochy je zalesněno. Část katastru spadá na severu do idylického národního parku Thayatal.
| Rancířov           | Vratěnín      | Stálky            |
| Raabs an der Thaya | větrná růžice | Podhradí nad Dyjí |
| Japons             | Geras         | Langau            |

## Geologie a klima
Řeka Dyje je největším a nejdůležitějším tokem celého katastrálního území. Mezi Raabsem a Znojmem se hluboce zařezává do prvohorního Českého masivu. Údolí Dyje pak rozčleňuje několik bočních přítoků. Z levé strany přitéká Gaberbach (Javorka), Schaflerbach a Reitherbach, z pravé strany Zettlitzbach, Schachenbach, Edelteich, Thumeritzbach (Tubeřička) s postranními potoky Kottauner Bach a Bründlbach. Drosendorf spadá do mírné klimatické oblasti. Dešťové srážky se objevují po celý rok, dokonce i během nejsuššího období. Roční hodnota srážek činí 653 mm. Nejméně srážek padne v lednu (32 mm) a nejvíce v červnu (88 mm). Nejteplejším měsícem je červenec s průměrnou teplotou 18.0 °C. Nejstudenějším měsícem je leden s průměrnou teplotou -2.0 °C. Průměrná teplota v letních měsících se pohybuje kolem 20.0 °C.

## Členění a samospráva
Obec Drosendorf-Zissersdorf leží v politickém a soudním okrese Horn 7. Rozprostírá se na území přibližně 5 300 hektarů, na kterém žije něco kolem 1 200 obyvatel (2010). Hustota obyvatel činí 22 obyvatel na km². Příslušným finančním úřadem je FA Waldviertel. Geodetický úřad (Vermessungsamt) se nachází v Krems an der Donau, policejní inspektorát v Gerasu (Polizeiinspektion) a okresní soud v Hornu (Gerichtsbezirk). Poštovní partner (Post Partner) sídlí na radnici. Drosendorf-Zissersdorf spadá pod římsko-katolickou diecézi St. Pölten. Město Drosendorf-Zissersdorf je členem sdružení devíti obcí Kleinregion Taffa-Thaya-Wild pro rozvoj územního plánování severní části Waldviertelu. Území je rozčleněno do 12 katastrálních území:
- Autendorf (3,42 km²)

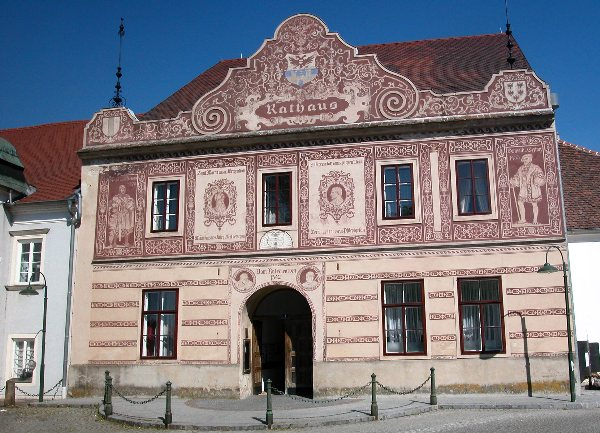
První zmínka o radnici pochází z roku 1542. Při požáru v roce 1846 shořela radniční věž se zvonem. Další přestavba proběhla v roce 1910. Ve 30. letech 20. století vyzdobil čelní fasádu sgrafitem August Hoffmann. Vyobrazil zde Stefana von Maissau, sv. Martina, Oswalda z Eiczingu a jednoho anonymního občana za všechny ty, kteří nezištně pracovali pro město. V průjezdu se nachází klenby ze 16. století a ve výklencích dva modely hradů – Vranova nad Dyjí a Bítova (Česko).

- Drosendorf Altstadt (0,21 km²)
- Drosendorf Stadt: Hubertuskapelle, Drosendorf (7,42 km²)
- Elsern: Hofmühle, Maria Schnee (6,13 km²)
- Heinrichsreith: Mauthäusl (4,10 km²)
- Oberthürnau (5,20 km²)
- Pingendorf: Eichmühle (2,65 km²)
- Unterthürnau (1,66 km²)
- Wolfsbach: Hirschbergmühle (6,50 km²)
- Wollmersdorf (1,11 km²)
- Zettlitz (3,70 km²)
- Zissersdorf: Finstermühle, Hagen, Johannesthal, Mittermühle (11,37 km²)

Ve volbách do městského zastupitelstva volili občané v roce 2015 19 členů zastupitelstva (ÖVP 15, FL 2, SPÖ 1, FPÖ 1). Starostou obce Drosendorf-Zissersdorf se znovu stal pan Josef Spiegl (ÖVP). Na radnici funguje úřad pro všeobecné záležitosti (Allgemeine Verwaltung), matrika a úřad pro záležitosti státního občanství (Standesamt und Staatsbürgerschaftsverband) a finanční a stavební úřad (Steuern, Abgaben und Baurecht). Dále radnice zaměstnává dva zaměstnance pro údržbu městské zeleně, jednoho pro údržbu čističky, jednoho údržbáře radnice a jednu pomocnou sílu. Také vydává nepravidelný obecní zpravodaj „Gemeindezeitung Drosendorf-Zissersdorf”. Veškeré úřední záležitosti lze vyřizovat elektronickou cestou (e-Bürgerservice) přes systém HELP.gv.at.

## Školství a vzdělávání

### Mateřská škola
První požadavky na zřízení mateřské školy (Kindergarten) se objevily kolem roku 1883, slavnostního otevření nové školky se dočkali obyvatelé Drosendorfu až 12. prosince 1914. První učitelkou se stala paní Hedwig Offenberger, která také začala vést pamětní knihu. Místo pečovatelky zastávala paní Katharina Linsbauer. Během 2. světové války zajišťovala provoz mateřské školy Nationalsozialistische Volkswohlfahrt. Od roku 1941 platili rodiče školné 2.40 RM. V říjnu 1945 přešla mateřská škola pod spolkovou zem Dolní Rakousko. V letech 1952–1954 vypomáhala se stravováním organizace UNICEF. Dne 3. května 1969 se rodiče s dětmi dočkali nové obecní školky na hlavním náměstí v čp. 21. V září 1971 musela být otevřena druhá třída. Děti jsou do mateřské školy sváženy školním autobusem z celé oblasti Drosendorf-Zissersdorf. Školka nabízí také výuku českého a anglického jazyka a předškolní hudební výuku.

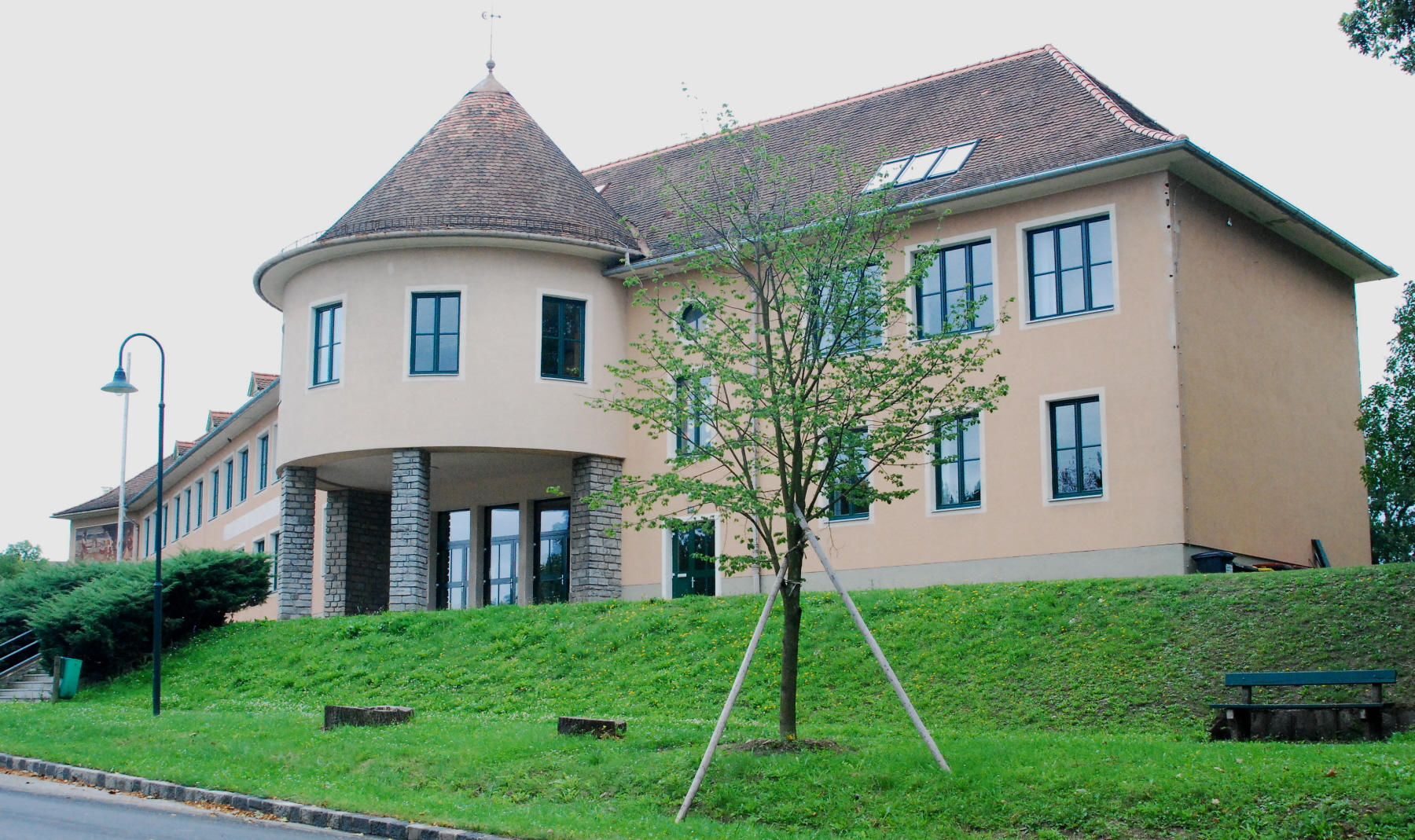
Drosendorf - školní budova z roku 1952.

### Základní škola
Již ve školním roce 1938–1939 začalo město o výstavbě nové školní budovy pro obecnou a občanskou školu (Volks- und Hauptschule) uvažovat. Dne 6. března 1939 proběhla vizitace pozemku a terénu školní komisí z Vídně a na začátku školního roku 1939–1940 mohla být už otevřena první třída občanské školy. Provizorním ředitelem školy byl jmenován Edwin Schreiber. Návštěva občanské školy probíhala až do školního roku 1939/40 na dobrovolné bázi a po privátní výuce skládali žáci zkoušky na měšťance v Raabsu. Vzhledem k tomu, že se v roce 1940 nenacházel v budově dostatečný počet tříd, požádal starosta města o výpomoc majitele panství hraběte z Hoyos-Sprinzensteinu o uvolnění nevyužitých pokojů v zámeckých prostorách. Ještě po ukončení druhé světové války bylo na zámku umístěno šest tříd. Na podzim roku 1949 se proto započalo se stavbou další nové budovy, která byla v roce 1952 dokončena. Ve školním roce 1954/55 obdržela škola nový nábytek a školní kuchyni. Druhý stupeň základní školy mohl být slavnostně zahájen 18. května 1957 a v roce 1970 proběhlo zahájení stavby chybějící tělocvičny. Ta byla otevřena v dubnu 1972.

### Nová střední škola
V současnosti sídlí v budově školy obecná, hlavní a střední škola (Volks-, Haupt- und Mittelschule). Škola je vybavena počítačovou učebnou, skupinovou učebnou s interaktivní tabulí a školní knihovnou. Vedle budovy se nachází sportovní a dětské hřiště a zeleninová zahrada. Obecná škola se specializuje na výuku českého jazyka, hudební výchovu a zdravou výživu. Od 1. září 2012 probíhá v Rakousku pod názvem „Nová střední škola” (Neue Mittelschule) přestavba výuky na druhém stupni základních škol, která by měla být ukončena ve školním roce 2015/16. Od školního roku 2016/17 by měly už fungovat pouze „střední školy” od 10 do 14 let. Škola v Drosendorfu se zapojila do nové středoškolské koncepce ve školním roce 2012/2013. Mezi učební předměty patří: náboženství (Religion), němčina (Deutsch), matematika (Mathematik), dějiny a sociální nauka (Geschichte und Sozialkunde), zeměpis a ekonomická nauka (Geografie und Wirtschaftskunde), biologie a nauka o životním prostředí (Biologie und Umweltkunde), fyzika (Physik), chemie (Chemie), hudební výchova (Musikerziehung), výtvarná výchova (Bildnerische Erziehung), textilní práce (Textiles Werken), technické práce (Technisches Werken), výživa a domácnost (Ernährung und Haushalt) a pohyb a sport (Bewegung a Sport). Specializuje se na výuku angličtiny, češtiny a francouzštiny, kariérové poradenství a zdravou výživu (Gesunde Schule – Gesunde Energie). Školní družina funguje pro všechny věkové kategorie.

### Celoživotní vzdělávání
V budově zámku sídlí jednak „Lidová vyšší škola” (Volkshochschule), která nabízí kurzy volejbalu, hatha jógy, stolního tenisu, Zumby, Letní akademii (Sommerakademie) a různé kulturní akce ve spolupráci s ostatními institucemi a spolky. Akademie Vivacitas poskytuje diplomované vzdělání v oblasti životního a sociálního poradenství, coachingu a supervize. Mag. Siegfried Ludwig otevřel v roce 1979 v zámeckých prostorách za účelem oživení pohraničí, zachování zámku, vytvoření nových pracovních míst a posílení místního hospodářství vzdělávací středisko dolnorakouské zemské komory pro pracující (Bildungsstätte Schloss Drosendorf NÖ Landarbeiterkammer). Zámek funguje jako penzion a seminární hotel.

## Hospodářství a infrastruktura
Doba rozkvětu mlynářství spadá přibližně do 16. století, kdy všechny mlýny na řece Dyji mezi obcí Karlstein a Unterthürnau a zrovna tak mlýny na říčkách Thumeritzbach, Seebsbach a Fugnitzbach, byly sdruženy v mlynářském cechu města Drosendorfu. Štefanu z Eicingu (Stephan von Eyzing), majiteli cechu mlynářů a pekařů v Drosendorfu, potvrdil cechovní práva již v roce 1490 opat Václav (Wenzelaus) z kláštera v Gerasu. Císař Leopold I. mlynářům z Drosendorfu 24. ledna 1669 tento mlynářský řád opětovně stvrdil a práva rozšířil na panství Thaya a Waidhofen pánů ze Sprinzensteinu. Obě města Thaya a Drosendorf obdržely vlastního cechovního mistra.
Takzvaný „Špitální mlýn” (Spitalsmühle) byl písemně zmíněn již v roce 1536 a to při donaci městské nemocnice, kdy Jan Mrakeš z Noskova špitálu přenechal vedle obcí Elsern a Breitenfeld an der Wild i mlýn („Neumühle”). Mlýn je vyobrazen na plánu města od Daniela Suttingera z roku 1677. V roce 1913 byl mlýn dolnorakouskou společností NEWAG (Niederösterreichische Elektrizitätswirtschafts-Aktiengesellschaft) přestavěn na elektrárnu, která přešla v roce 1938 do majetku podniku „Gauwerke Niederdonau AG” a v roce 1946 se vrátila opět do rukou původní akciové společnosti (NEWAG). V padesátých letech ji NEWAG opustila. Od roku 1988 se elektrárna nalézá v majetku majitele firmy „Elektro Blazek & Partner GmbH & Co KG” Fridricha Blazka, který zastupuje společnost „Kleinkraftwerk Betriebsgesellschaft Linz”. Dvůr původního mlýna tvoří podél hráze do háku seřazené jednopatrové budovy.
První písemná zmínka o mlýnu v severní části u městských hradeb (Am Thayaufer čp. 12) pochází ze 17. století. Mlýn nyní sestává z několika nízkých hospodářských budov a dvoupatrové obytné budovy, které obklopují ze tří stran hospodářský dvůr. Součástí mlýna, který je v majetku rodiny Gruber, je i katrová pila (Sägewerk) pro výrobu stavební kulatiny.
Panský mlýn (tzv. Hofmühle) na jihozápad od města u obce Elsern (čp. 32) se v pramenech připomíná taktéž v 17. století a již po několik desetiletí se nachází v majetku rodiny Beerových (Beer). Na mlýně byla zřízená také poštovní stanice (r. 1838 mlynář a poštmistr Cyrill Beer). V roce 1924 nechal Franz Beer u mlýna zřídit elektrárnu (Franz Beer, Mühle und Elektr. Werk, Elsern bei Drosendorf). Druhá rodinná větev rodiny Beerů vlastnila po dvě století až do roku 1885 mlýn na Moravě v nedalekých Korolupech. Mlýnský areál sestává z dvoupatrových budov se sedlovou střechou a jeho zdobné fasády pochází z 18. století. Na obytnou budovu navazuje stanice s transformačním zařízením. Turbína stojí osamoceně u hráze.

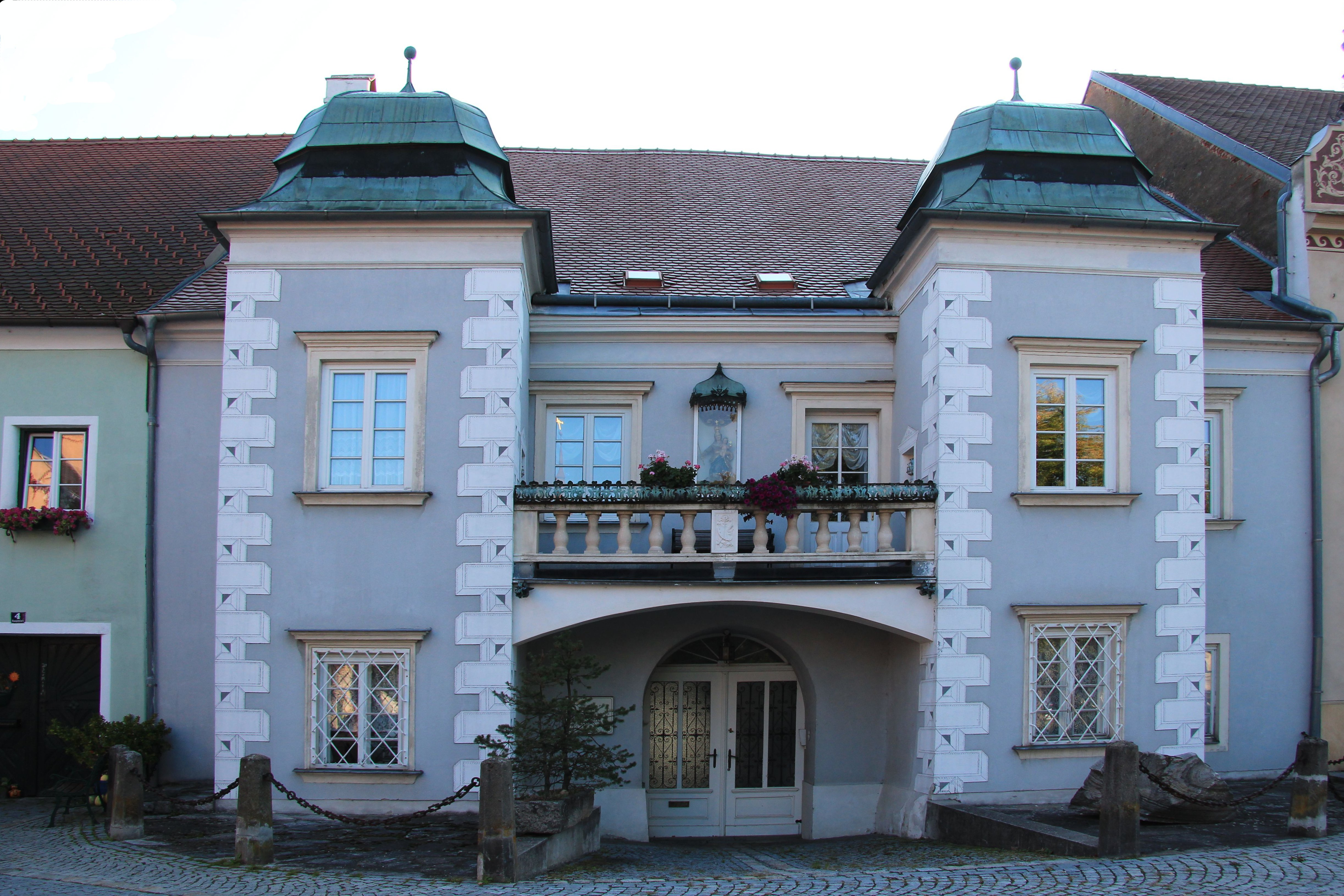
Drosendorf (Hauptplatz čp. 2) – budova bývalého důlního úřadu (Bergamtshaus). Vjezd do dvouposchoďové budovy rámují dva věžové rizality zdobené na hranách sgrafitem. V nice na balkonku je uchována soška sv. Marie.

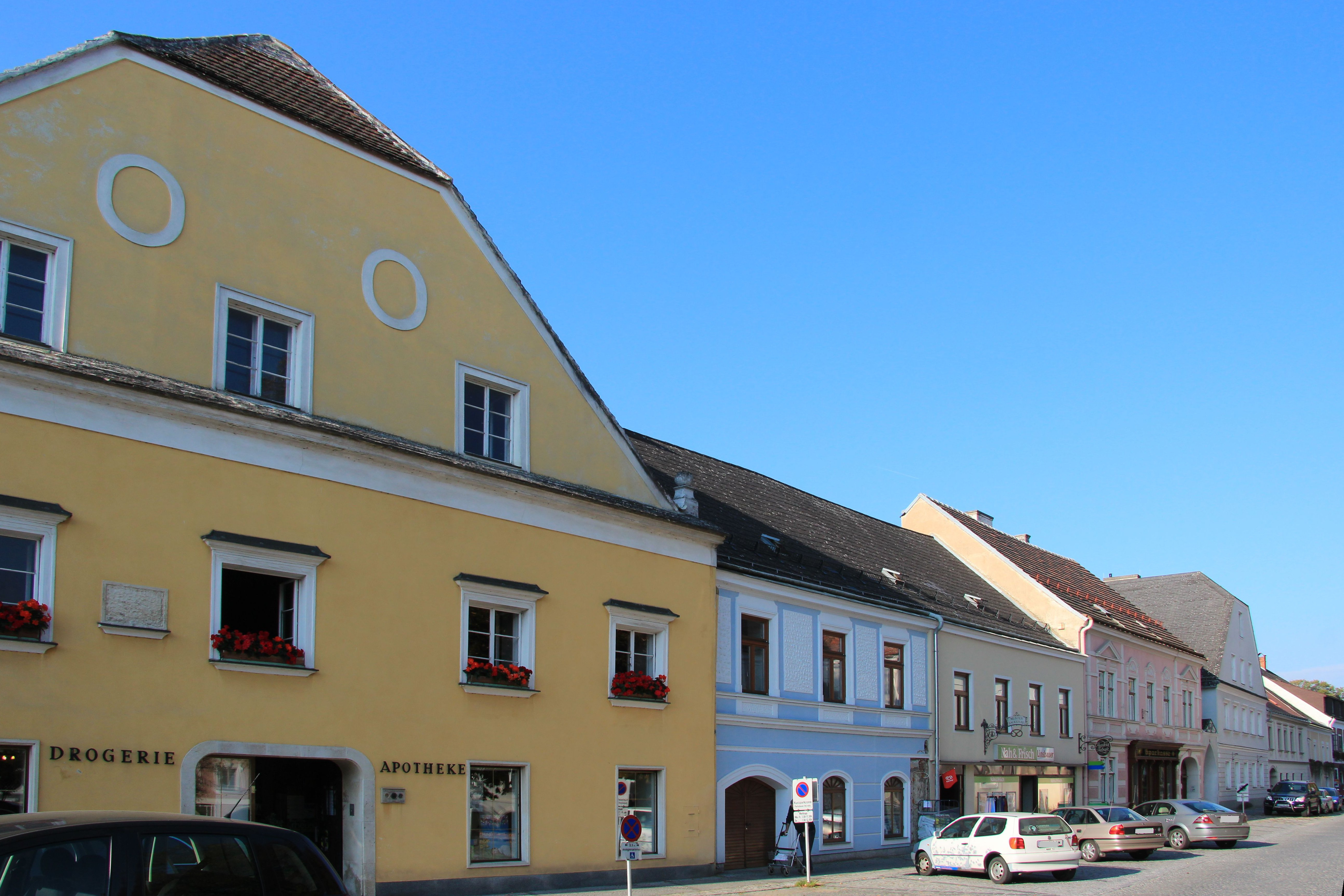
Měšťanský dům s drogerií s lékárnou (Drosendorf, Hauptplatz čp. 13)

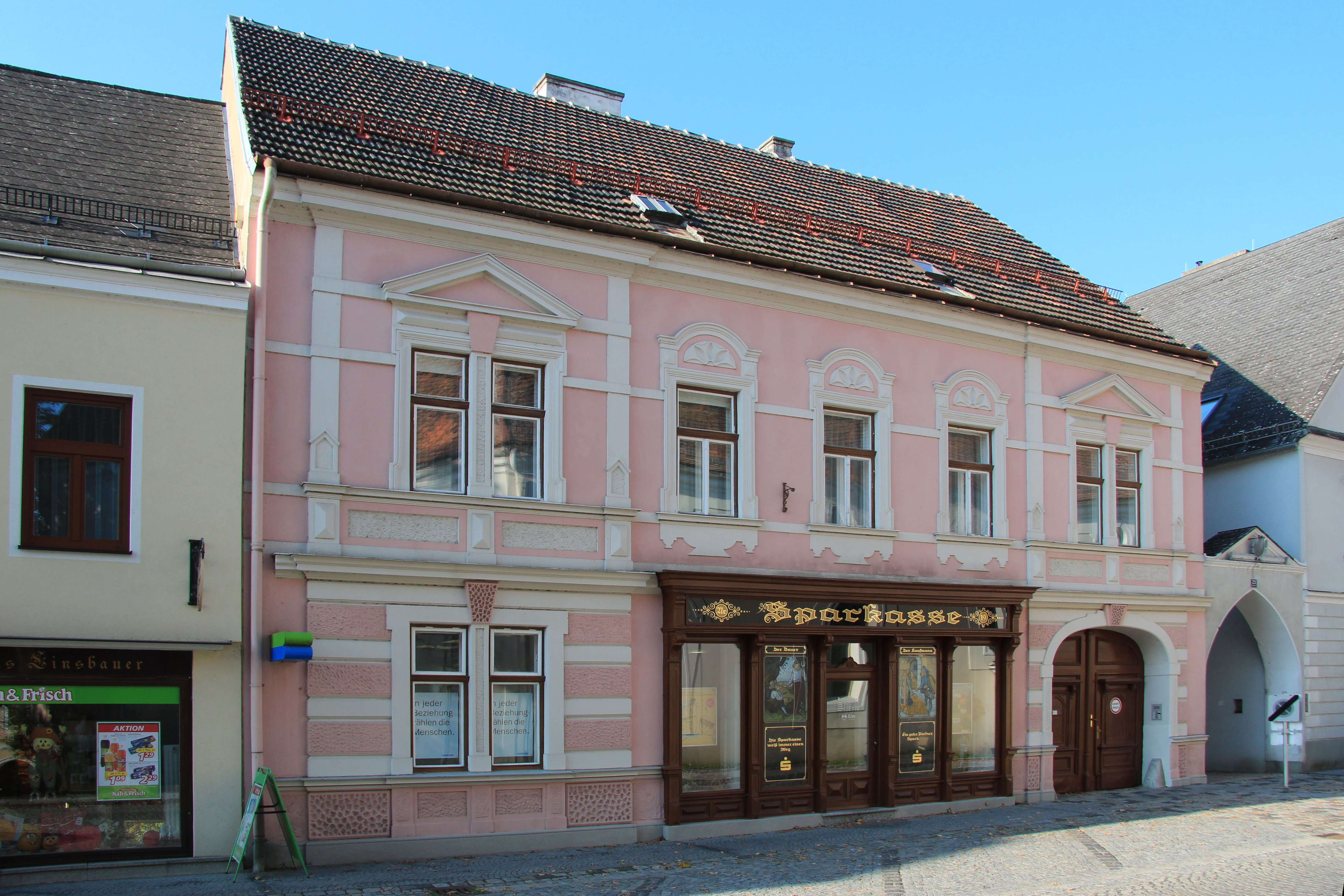
Měšťanský dům s bankou Sparkasse (Drosendorf, Hauptplatz čp. 19)

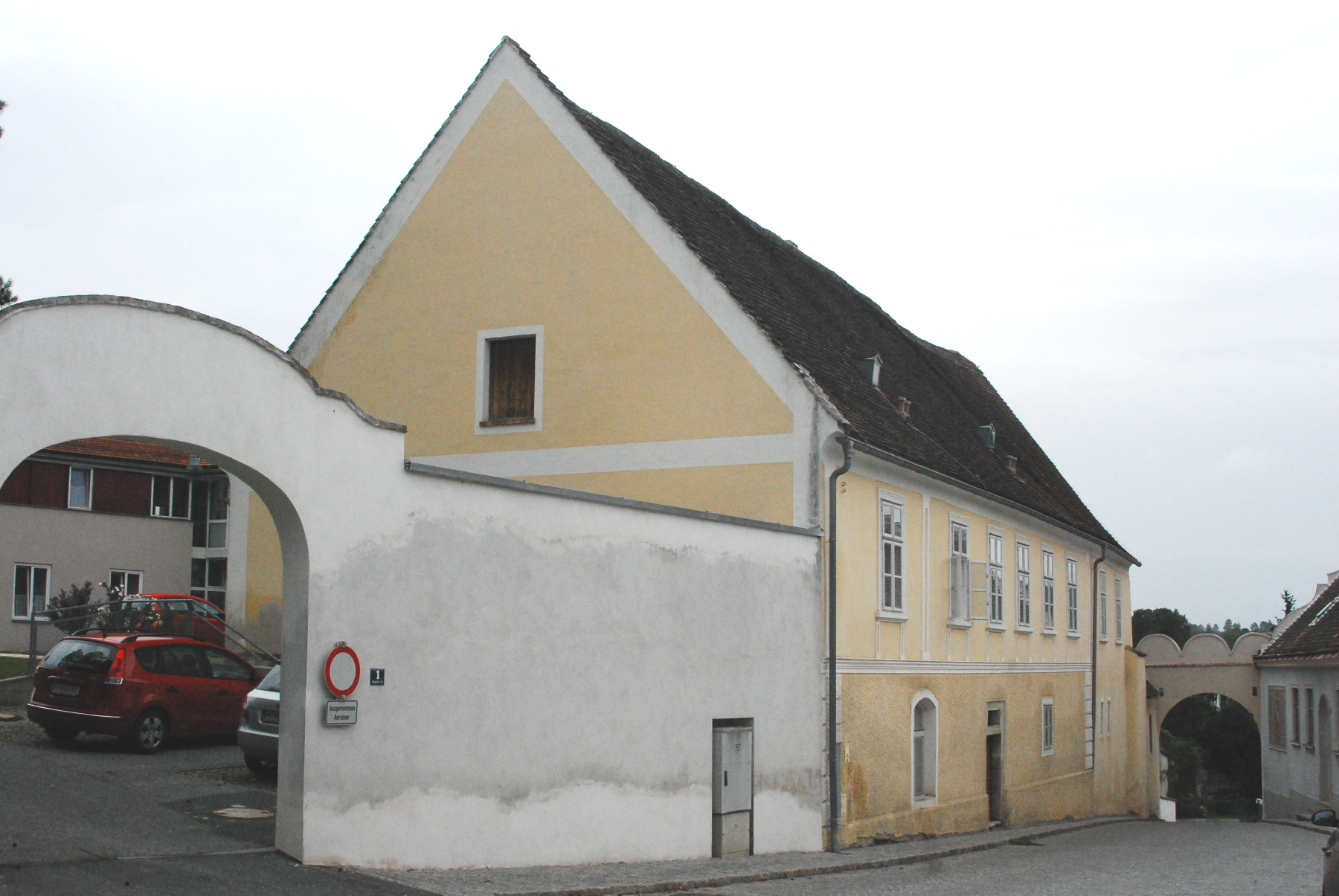
Bývalý pivovar a octárna (Drosendorf, Raabser Tor čp. 1)

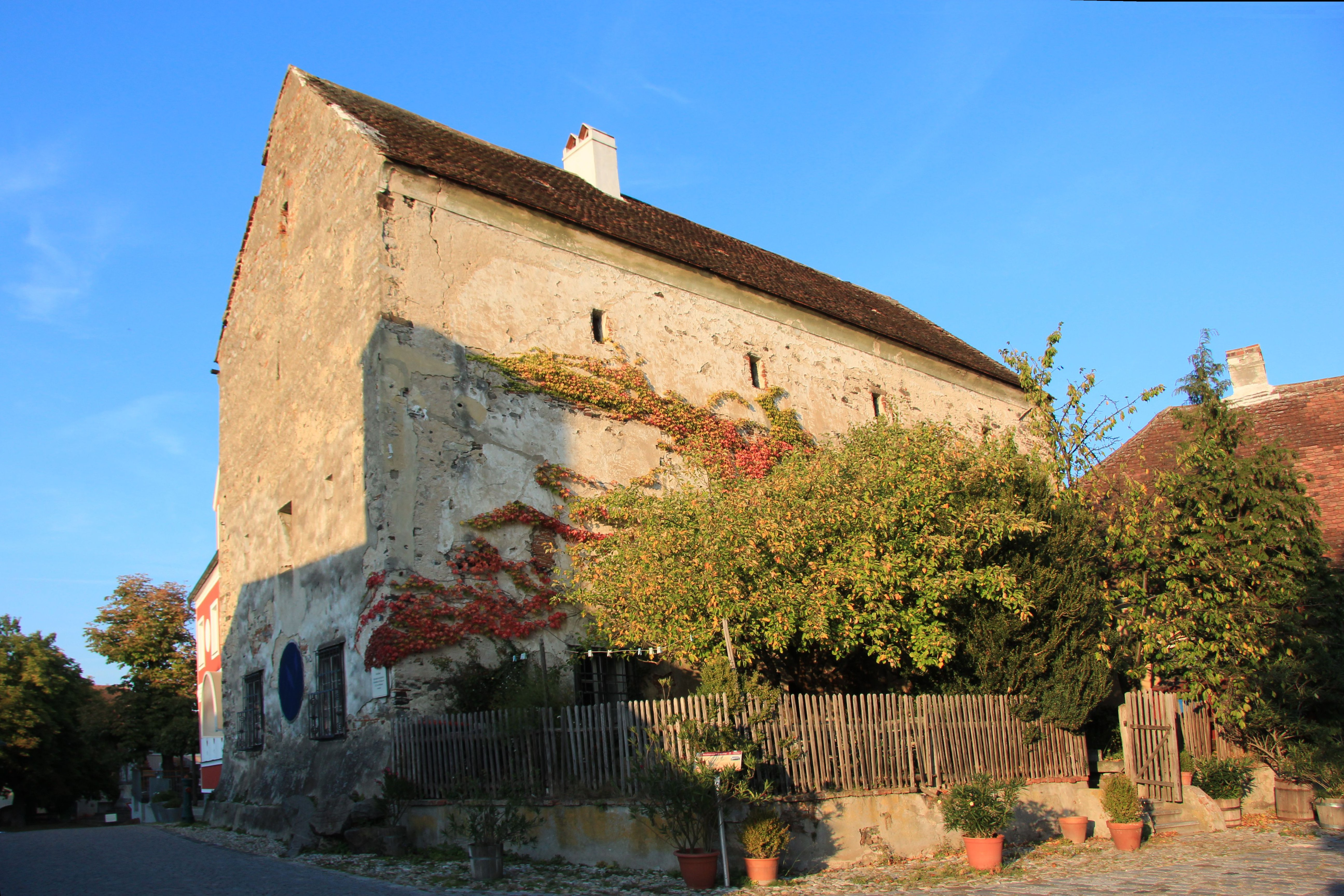
Drosendorf – bývalý dřevník, sýpka a později městské vězení. Svůj trest si zde odpykávala milenka Jana Jiřího Grasela Terezie Hambergerová. Na pokyn brněnského policejního ředitele zde byl umístěn také zločinec David Mayer a bývalá zlodějka Penkhartová, aby mohl Mayer zinscenovat její útěk a získal si tak důvěru u Grasela.

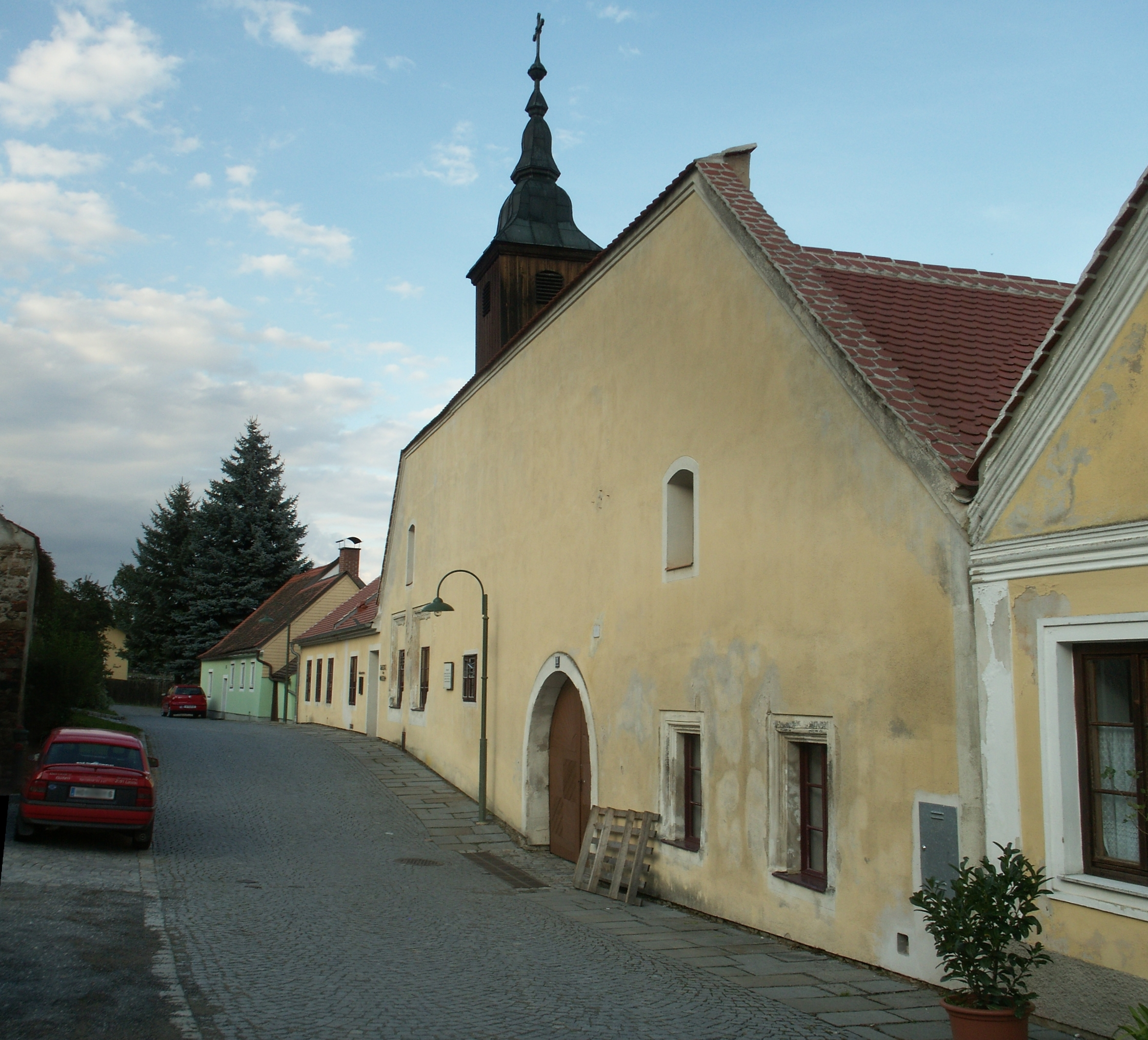
Drosendorf (Bürgerspital) – bývalý městský špitál

Sýpka postavená na začátku 18. století na jihovýchodním návrší za městem sloužila během první světové války jako internační tábor a ve dvacátých letech 20. století převzala opět funkci skladování obílí. Po požáru v roce 1947 bylo v sýpce přechodně umístěno sběrné místo vídeňské mlékárny (Wiener Molkerei). Nyní slouží nadále svému původnímu účelu.
Areál bývalého lihovaru z roku 1926 (postavený podle plánů stavebního mistra Friedricha) sestává z jedné jedno-dvoupatrové budovy s kanceláří a služebním bytem a dále z jedné jednopatrové výrobní budovy. Destilační zařízení se nacházelo ve sklepě. Lihovar zpracovával obilí a brambory zdejších zemědělců a jeho roční produkce se pohybovala kolem 1 600 hektolitrů lihu. Družstevní zemědělský lihovar (Landwirtschaftliche Brennerei) zastoupený Ing. Herwigem Schöchtnerem měl ještě v roce 1991 45 členů a dva stálé zaměstnance (2006). Bývalý lihovar na sebe upoutává obloukovým vjezdem, valbovou střechou a za hlavní budovou volně stojícím komínem.
Kolem 16. století se v Dolním Rakousku rozšířila těžba kamence. V letech 1558–1592 provozoval těžbu kamence Melchior Paumann ve vesničce Niederthumeritz u Drosendorfu. S rozrůstající těžbou kamence byl ve městě v roce 1563 založen důlní soud, který zaměstnával důlního soudce, písaře a posluhu (Fronbote). Důlní úřad sídlil v budově vedle radnice (Hauptplatz čp. 2).
Výroba sodovky rodinou Hohlbaum se odehrávala v domě čp. 3, kde se ve dvoře nacházela stáčírna. Na začátku 13. století se zde mělo nacházet zimní sídlo rytířů z Eibensteinu (Templerhaus). První písemná zpráva o místním pivovaru pochází z roku 1514, kdy Maxmilián I. udělil městu výčepní privilegium, které zakazovalo čepovaní všech moravských piv. Vedle měšťanského pivovaru (Bürgerliche Brauerei, Hauptplatz čp. 19) se brzy etabloval i pivovar panský (Raabser Tor 1), doložený z roku 1549. Zámecký pivovar (Schlossbrauerei) v roce 1694 vyhořel a po jeho obnově jej majitelé panství v druhé polovině 18. století převedli na město. Emanuel Benesch pivovar v roce 1900 modernizoval (Brauerei Benesch) a fungoval až do roku 1911. Vchod do areálu bývalého pivovaru (a později octárny) zdobí klenutý portál. Dvorní křídlo se zabudovanými střílnami bylo postaveno na městských hradbách.

### Potraviny a zásobování
Supermarket Nah & Frisch Kaufhaus – Bäckerei nabízí čerstvý chléb, slané pečivo a domácí sladké pečivo a moučníky, ovoce, zeleninu, lahůdky, mléčné výrobky a rozsáhlý standardní sortiment pro domácnost. Řeznictví (Fleischerei) Ebner objíždí mikrobusem od středy do pátku okolní obce. Objednávky lze zaslat i elektronickou formou. Řeznictví nabízí hovězí a vepřové maso, kolem 40 druhů salámů a uzenin, polotovary a hotová jídla. Na objednávku připravuje obložené mísy. Kousek od hlavního náměstí se nalézá trafika (Tabak Trafik).

### Zdraví a wellness
V drogerii (Drogerie und Fußpflege) Doris Kaiser lze zakoupit mýdla, originální himálajskou sůl, feng-šuej výrobky, kosmetiku, Reformhaus zboží, ručně vyráběné toaletní potřeby, solné lampy, léčivé kameny a klasické drogistické zboží. Doris Kaiser nabízí také Aura-Soma terapii, pedikúru a solarium. Massage Institut Vomela se soustřeďuje ve své péči o zákazníky na široký sortiment masáží, na léčbu proudem (MegaWave, ultrazvuk) a teplem (parafínová lázeň, rašelinové zábaly a infrasauna) a mnoho dalších technik. Přímo v centru na hlavním náměstí sídlí i kadeřnický salón (Friseur) Alexandry Diefenbach. Ve městě se dále nalézá jedna lékárna (Apotheke), dva praktičtí lékaři a dva ortopedičtí lékaři (Ärzte).

### Auta a zemědělské stroje
Železářství Hammerwerk Müllner se už po šest generací věnuje prodeji zemědělského, lesnického a zahradnického nářadí, výrobě opotřebovaných dílů pro orbu, spotřebního železářského materiálu, šroubů a modelů zemědělských strojů. Obráběcí stroje, zemědělské nástroje, traktory New Holland, lesnické stroje značky Husqvarna, auta značek Mitsubishi, Chevrolet a Lada, servis, odtahovou službu a technickou prohlídku silničního stavu vozidla poskytuje firma KFZ-Werkstätten Josef Spiegl v Zissesdorfu, dále Walter Pock v Drosendorfu a také Raiffeisen Lagerhaus (Zissersdorf). Při výjezdu směrem na Horn provozuje benzínovou pumpu (Shell-Tankstelle) Robert Döberl.

### Obchod a řemeslo
Truhlářské služby nabízí firma Tischlerei Wolfgang Cerny. Truhlářskou rodinou dílnu v Drosendorf/Altstadt založil v roce 1963 Johann Cerny. Wolfgang Cerny převzal vedení firmy v roce 1994 a v roce 2012 oslavilo truhlářství padesátileté jubileum. Martin Gersdorfer a Norbert Bauer provozují od roku 2000 firmu Waldviertler Baumservice a mimo kácení stromů, sadařství a prevenci se věnují také poradenství a poskytování know-how. Vše kolem stavebnictví a stavebního materiálu obstarává firma PRKNA Baumeister GmbH a EFT-Handelsunternehmen. Elektrické instalace, opravy a elektroobchod nabízí Elektro Blazek & Partner GmbH & Co KG. Firmu Vomela Elektro- u. Kommunikationstechnik založil Josef Vomela v roce 1990. V roce 2015 zaměstnával již 25 zaměstnanců. Těžiště firmy spočívá v poskytování služeb a servisu v oblasti informačních a komunikačních technologií, zabezpečovací techniky a elektrotechniky. Dekorativní malbu vnitřních a venkovních prostor svěřují do rukou firmy Dekorationsmalerei nejen zákazníci místní, ale i z celého Rakouska a ze zahraničí. Reinhard Nöhammer se věnuje dekorativním technikám z 19. století (ilusivní malba, malba na dřevo, mramorování, imitační malba, šablonování, stínová malba, restaurování atd.). Restaurátorský team dílen Waldviertler Restaurierungswerkstätte se zaměřuje na restaurování plastik, nábytku, dveří, obrazů, pozlacování a na opravu mnoha dalších historických předmětů. Dále ve městě najdeme pilu Georg Gruber.

### Finanční služby
Finanční služby ve městě poskytují pobočky banky Raiffeisenbank, Sparkasse a Volksbank, která sídlí i v obci Zissersdorf. Poštovní služby převzal formou poštovního partnerství (Post Partner) městský úřad. Pojistné služby a finanční poradenství provozuje firma RMCS – Risk Management Consulting Schadenregulierung.

### IT & Management Consulting
Tržně orientovanému firemnímu a obecnímu managementu a školení v oblasti marketingu, orientace na zákazníka, motivace, obchodního strategického plánování, lidských zdrojů či analýze personální politiky se věnuje Ing. Mag. Roland Deyssig s firmou R & D Regionalmarketing. Služby firmy Wardell Webmastering využívají především živnostníci, malí a střední podnikatelé, makléři, spolky, umělci, organizace v cestovním ruchu, koncertní promotéři, cateringové firmy, hudebníci, zahradní centra, muzea, restaurátoři, spisovatelé, právníci a mnoho dalších zákazníků, kteří svěřili svoje webové stránky a elektronickou prezentaci do rukou Charlese Wardella.

### Event marketing
Na zážitkový marketing se specializuje Thomas Dvorak s firmou Event-Styling. Firma organizuje sportovní a kulturní akce s kapacitou do 5000 osob. Prodává párty stany a ozvučovací systémy. Půjčuje ozvučovací a osvětlovací techniku, světelné systémy (skenery, lasery a video projektory), zvukové systémy do 20 000 wattů, stany do 100 m², vybavení pro divadla a od roku 2007 zajišťuje i nápojový catering.

## Doprava

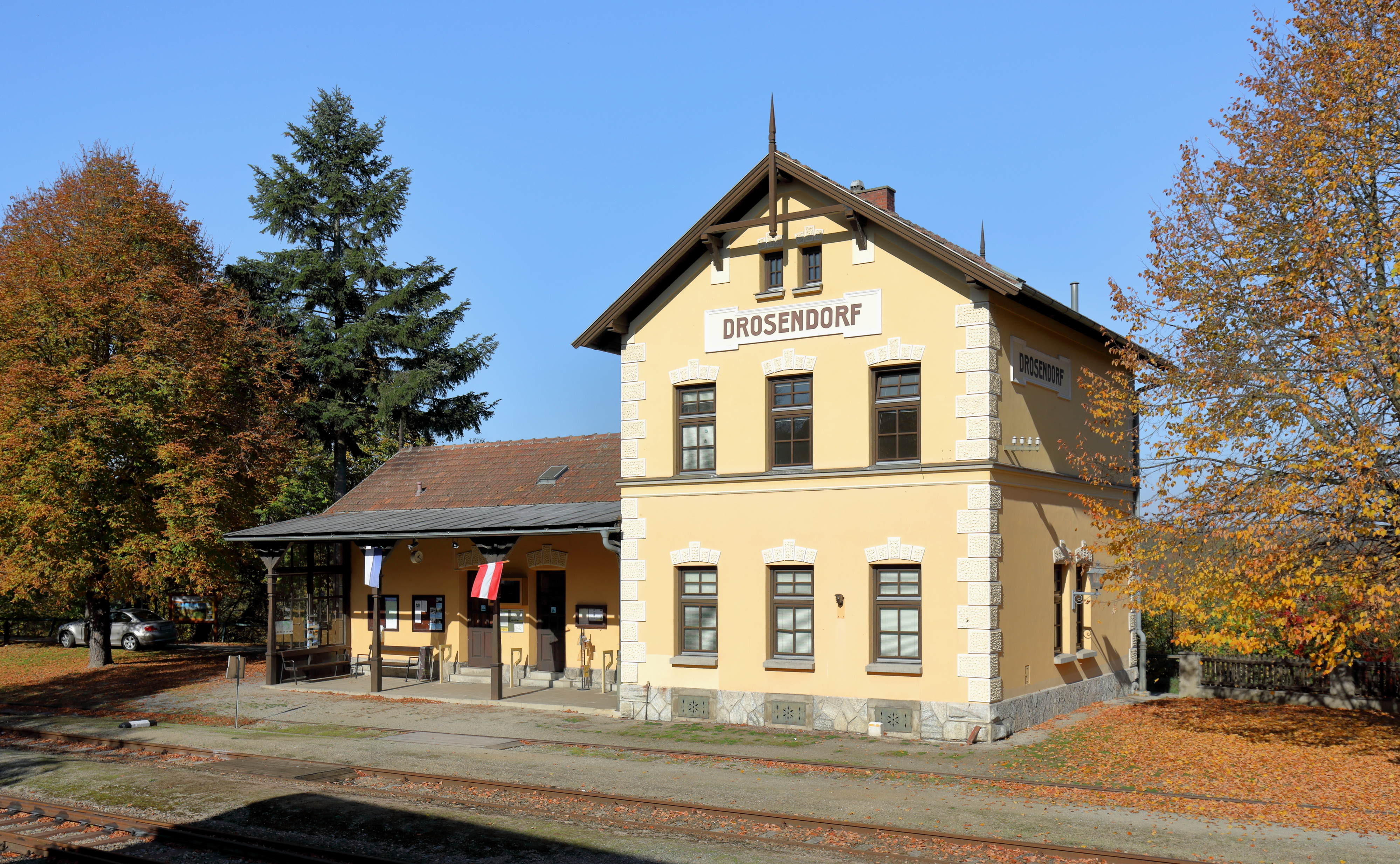
Vlakové nádraží Drosendorf (budova z roku 1909)

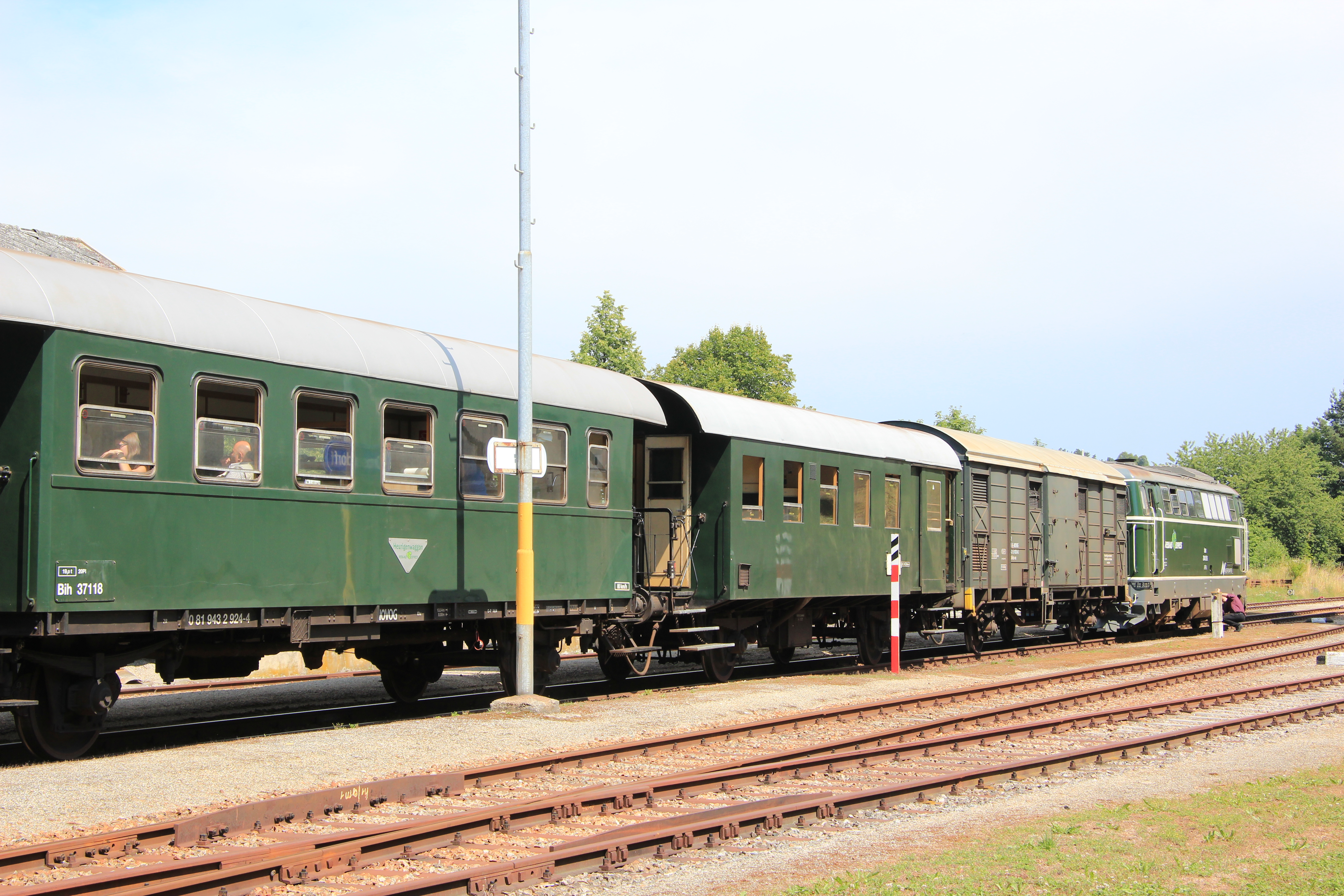
Reblaus-Express s dieselovou lokomotivou a vlakovou soupravu s historickými vozy s otevřeným nástupním představkem, bufetovým vozem a vozem pro přepravu jízdních kol

O železničním spojení s Vídní uvažovalo městečko Drosendorf už na konci 19. století. Pro spojení s městem Retz bylo navrženo několik variant. Například lokální dráha z Vranova nad Dyjí přes Drosendorf do Raabsu nebo elektrická dráha z Dobersbergu přes Karlstein an der Thaya do Drosendorfu. Nakonec zvítězil projekt lokálky z Retzu přes Weitersfeld do Drosendorfu s přímým spojením do Vídně. Dráhy se ale město dočkalo až po schválení projektu z roku 1908. Drosendorf tak získal napojení na Rakouskou severozápadní dráhu (ÖNWB) vedoucí z Vídně přes Znojmo do Jihlavy. K zahájení provozu došlo v říjnu 1910. Na přelomu dvacátých let převzal dráhu stát. Osobní přeprava cestujících byla na dráze zastavena 9. června 2001. Nákladní přeprava zůstala nadále v provozu. Vlakové spojení nahradily autobusové spoje ÖBB Postbus, které přepravují cestující od stanic železniční dráhy Wien-Retz a FJB (Franz Josef Bahn)-Hötzelsdorf (Geras).
Od roku 2002 je od května do října v provozu každou sobotu, neděli a ve svátky výletní vlak „Reblaus-Express". Lokálka je majetkem země Dolní Rakousy a provozována přes NÖVOG a ÖBB- ErlebnisBahn. Vlakovou soupravu tvoří tři historické vozy 2. třídy s otevřeným nástupním představkem, bufetový vůz a vůz pro přepravu jízdních kol. Vagony táhne většinou čtyřnápravová dieselová lokomotiva řady 2143. Na trati se nachází celkem 10 zastávek. Retz s nadmořskou výškou 245 m je na trase nejníže položenou stanicí. Ze zastávky Niederfladnitz a Pleissing-Waschbach se dá pokračovat rovnou do národního parku Thayatal-Podyjí. U soustavy rybníků ve stanici Anglerparadies Hessendorf (rybářský ráj) si mohou cestující koupit například uzeného pstruha nebo jiné rybí speciality. Jinak se mohou posilnit přímo ve vlaku v bufetovém voze (Heurigenwaggon) nebo počkat na roznášku pití ve vlaku, kde se o servis starají místní vinaři a spolek „Verein zu Erhaltung und Betrieb des Reblaus Express”. Přeprava kol je poskytována zdarma.
Od 1. června 2014 mohou cestující mezi dubnem a zářím využít autobusové spojení IDS JMK linky 816 ze Znojma přes Citonice, Lesnou, Vranov nad Dyjí, Lančov, Starý Petřín, Stálky, Uherčice, Vratěnín do Drosendorfu. Automobilová doprava je možná ze směru Wien-Stockerau-Hollabrunn-Schöngrabern-Röschitz-Pulkau-Weitersfeld-Langau-Drosendorf, ze St. Pöltenu přes Krems-Kamptal-Horn-Pernegg-Geras-Zissersdorf-Drosendorf nebo od města Salcburk přes Linz-Freistadt-Gmünd-Vitis-Waidhofen an der Thaya-Groß-Siegharts-Raabs an der Thaya-Drosendorf. Z České republiky jsou nejblíže hraniční přechody Vratěnín-Unterthürnau a Hluboká-Schaditz.

## Kultura, cestovní ruch a turistika
Mezi kulturní akce mezinárodního významu patří každoročně v červenci Letní akademie (Internationale Sommerakademie Drosendorf) pořádaná ve spolupráci s UNESCO Club Wien, Jazz-Cklub Drosendorf a městem Drosendorf-Zissersdorf. NÖ Landarbeiterkammer (Dolnorakouská komora pro zaměstnance) nabízí na zámku v Drosendorfu svým členům po celý rok týdenní dovolenou s celou rodinou (s plnou penzí) za paušální cenu (EUR 140,– pro osobu na týden). V roce 2013 zorganizovala Společnost telčské místní dráhy a Spolek pro veřejnou dopravu na jihozápadní Moravě ve spolupráci s městy Drosendorf, Znojmo a Jemnice dva poznávací výlety. Během první jízdy v sobotu 1. června 2013 navštívili cestující z jihozápadní Moravy dolnorakouského příhraničí s kulturním programem v Drosendorfu a 2. června 2013 pro změnu cestující ze severního Dolní Rakouska jihomoravskou krajinu v okolí Znojma a Moravských Budějovic s cílovou stanicí v Jemnici.

### Sport a volný čas
Pro pěší turistiku a Nordic walking jsou kromě turistických tras po regionu Waldviertler Wohlviertel k dispozici i další dobře značené stezky (630 Thayatalweg, 632 Nepomukweg, 633 Thaya-Taffa-Wild Rundwanderweg) a naučné stezky v rámci chráněné oblasti Národní park Thayatal či v lokalitách Natura 2000. Město Drosendorf-Zissersdorf je součástí cyklistické sítě „Waldviertler Wohlviertel”, dálkové cyklistické trasy „Kamp-Thaya-March-Radweg” a trasy vedoucí Podyjím „Thayatal-Radweg”. Na tuzemské cyklostezky navazuje bohatá síť v České republice. Celá řada přírodních zákoutí a malebných míst podél Dyje vítají sportovní, ale i amatérské rybáře. Koupání v letním období umožňuje přímo v místě jednak říční koupaliště Thayabad a v jeho těsné blízkosti umělé koupaliště Terrassenbad s dvěma velkými bazény, trampolínou a dětským bazénem. Golfclub Thayatal nabízí 18jamkové golfové hřiště ve skotském stylu v obci Autendorfu, které je vhodné i pro začátečníky a to i bez členství v golfovém klubu. V budovách starobylého statku v Autendorfu je taktéž umístěn jezdecký klub se stájemi a poskytující výuku v jízdě na koni. Dále je možno využít tři antukové tenisové kurty v blízkosti koupaliště a půjčovnu kajaků a kánoí. V nabídce půjčovny lodí jsou i plavby po řece s průvodcem. Samozřejmě nechybí ani prohlídky města s fundovaným průvodcem od 1. května do 26. října každou sobotu, neděli a ve svátek.
Výlety po okolí:

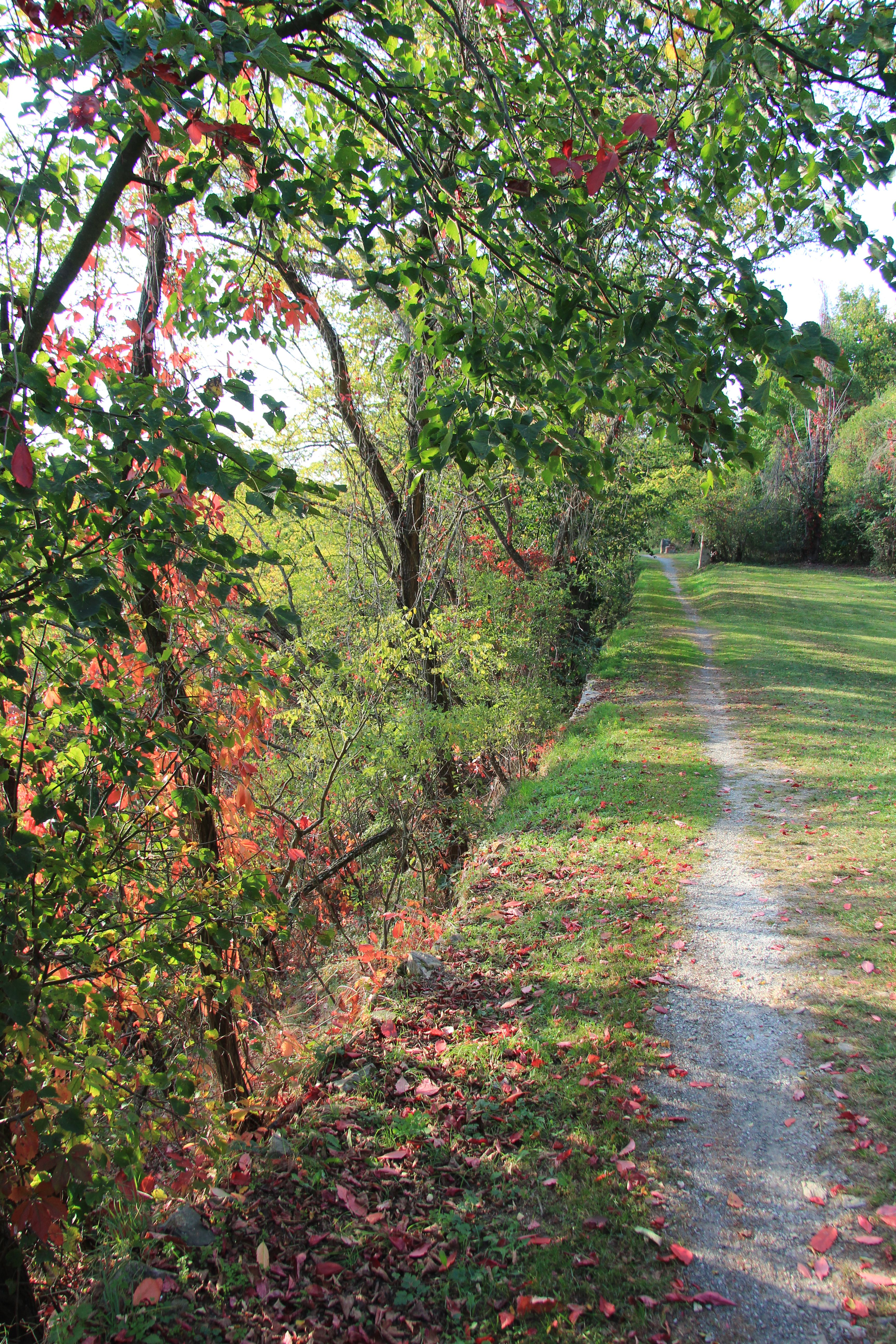
Drosendorf – Letní promenáda (Sommerpromenade)

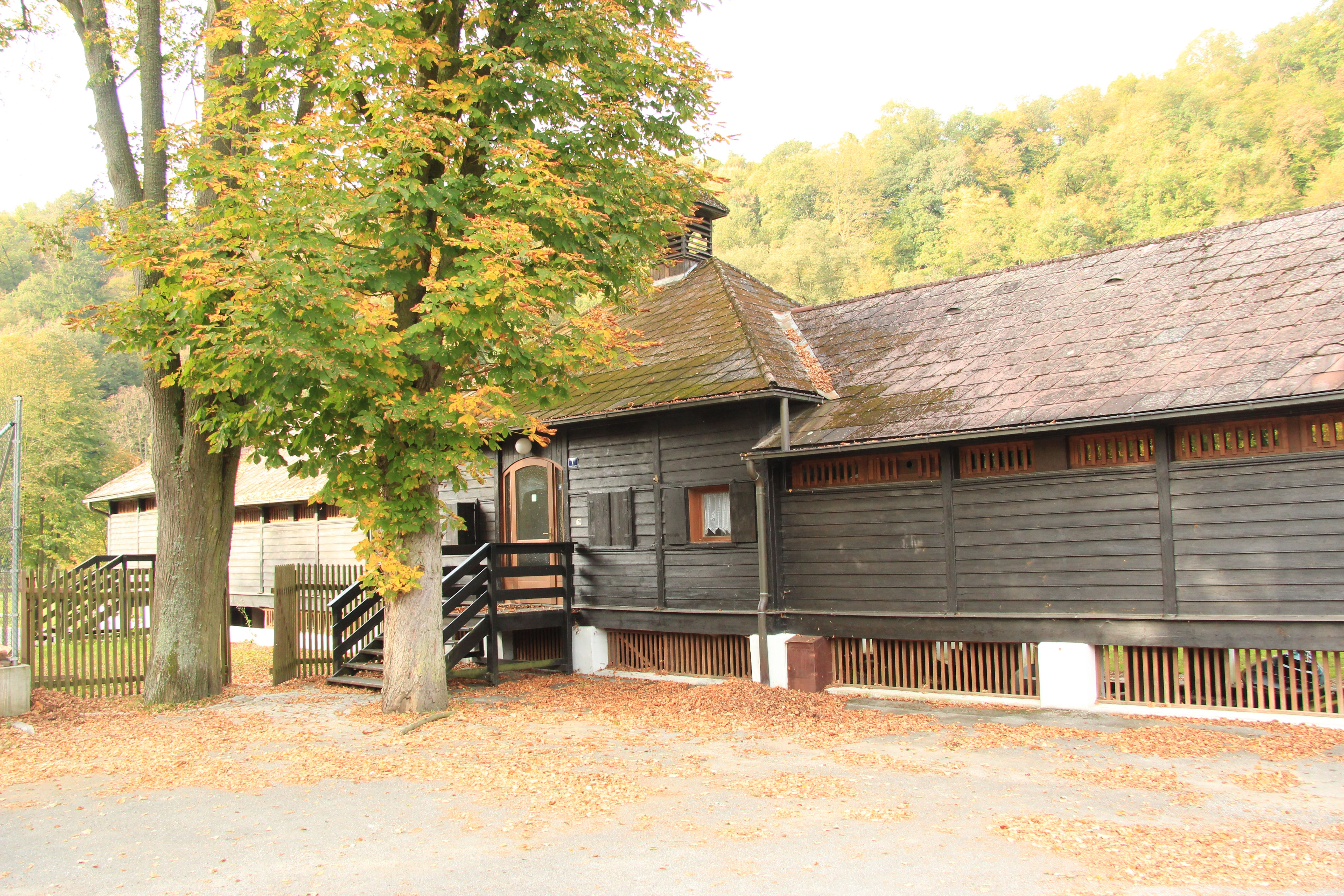
Drosendorf – Thayabad, zrekonstruovanou plovárnu z přelomu 19. a 20. století a Kneippovu lázeň provozuje Mella Waldstein a Dr. Susanne Meiringer

- Včelí vesnička (Bienenlandl) Langau
- Svět ametystů (Amethyst Welt) Maissau
- Muzeum výroby perleťových knoflíků (Perlmuttdrechslerei) v obci Felling
- Klášter a přírodní park (Stift a Naturpark) v Gerasu
- Zříceniny a hrady Kollmitz, Kaja, Hardegg
- Tkalcovské muzeum (Waldviertler Webereimuseum) ve Waidhofen an der Thaya
- Město a přírodní skalní park (Blockheide) Gmünd
- Výroba niťových knoflíků (Zwirnknopferzeugung) v městě Weitra
- Barokní zámek Riegersburg
- Historická města Raabs an der Thaya, Horn, Eggenburg, Retz

### Gastronomie a ubytování
Hostinec Zum Goldenen Lamm (***) je považován za jeden z nejlepších lokálů v okolí. Domácí kuchyně je servírována přímo na městských hradbách s výhledem do údolí řeky Dyje. V hostinci lze navštívit historický kinosál z roku 1920. Kino slouží zároveň jako kulturní a společenské centrum. Ubytování je možné ve 20 útulných pokojích (46 lůžek) s výhledem na středověké náměstí či s výhledem na řeku. V prostorných apartmánech se mohou ubytovat až čtyři osoby. Hotelovou specialitou je bílý svatební pokoj (Hochzeitszimmer), pokoj ve věži (Turmzimmer) a romantický pokoj s balkonem. Hostinec Zur Hammerschmiede (***) má otevřenou restauraci od pátku do úterý. Kuchyně se zaměřuje na typické Waldviertler speciality ze zvěřiny, z hovězího, vepřového a jehněčího masa a na sezónní jídla. K ubytování slouží 30 lůžek. Kavárna MOKA – Mohnkaffeehaus se nachází přímo v centru na hlavním náměstí. Mimo širokého kávového sortimentu stojí na jídelníčku domácí moučníky, zmrzliny a speciality z regionálních surovin. Všechny výrobky poskytuje kavárna i tzv. přes ulici, takže je možné si je vychutnat v pohodlí domova.
Cafe-Restaurant Maurer se nalézá na příjezdové Hornerstraße a oblibu nachází zejména u zákazníků, kteří upřednostňují spojení kavárny, restaurace a vinárny s nádechem retro stylu. Zámecká taverna (Schlosstaverne) je oázou především pro milovníky pizz. Přenocovat lze na zámku Drosendorf v 1 apartmánu, 1 jednolůžkovém pokoji, 8 dvoulůžkových pokojích a v 11 pro větší počet nocležníků. Ubytování je možné také v hotelu Garni-Pension Schneider (****). V nabídce privátních pokojů a prázdninových bytů jsou tradičními poskytovateli „Haus Stoll-Hof”, „Charles Wardell” nebo „Maria Matzinger”. Agroturistiku pod značkou Urlaub am Bauernhof (Dovolená na statku) lze provozovat v Autendorfu u rodiny Zoder, v Zissersdorfu u rodiny Plessl, v Nonndorfu u rodiny Haslinger a v Eibensteinu na pensionu Schachner. Bio agroturistiku nabízí statek Chloupek v Heinrichsreithu (Bio-Bauernhof). Mládežnické ubytovny řetězce Junges Hotel Drosendorf se nalézají v blízkosti koupaliště.

### Circusluft
Každé léto v červenci a srpnu se mohou děti přihlásit do týdenního cirkusového workshopu. Pod vedením Barbary Rosenberger a Andrease Ceska (Schauplatz Drosendorf KEG) se účastníci naučí žonglovat, jezdit na jednokolce, provazochodectví, akrobacii, hrát divadlo a klaunství. Workshop začíná v neděli večer a končí v pátek v 15. 00 hodin slavnostním bezplatným představením. Ubytování je zajištěno v originálních cirkusových vozech. Cena workshopu zahrnuje cirkusový kurs od pondělí do pátku (6 hodin denně), ubytování v historicky zrekonstruovaných vozech, plnou penzi s ovocem a nápoji, pedagogický dozor během rekreačních aktivit a vstupy na koupaliště.

### Franz Kießling-Museum
Franz Xaver Kießling se mimo mineralogie zajímal také o nejstarší dějiny Podyjí a oblasti kolem města Drosendorfu a Raabsu. Sbíral místní pověsti a etnografické reálie. Výsledky své vědecké práce prezentoval v založeném „Roland-Museu“, které bylo roku 1912 zrušeno. Kießlingovy sbírky se tak dostaly do různých muzeí ve Vídni, Kremsu a Badenu, kde je většina umístěna dodnes. Muzeum v Drosendorfu, které nese jméno po svém zakladateli, vlastní jen zlomek z jeho původních sbírek. Vedle Kießlingových exponátů jsou zde k vidění i sbírky místního historika Raimunda Bauera. Expozice sice obsahuje prehistorické nálezy už z období paleolitu, ale nejvíce důkazů k osídlení zdejšího území pochází z neolitu. Několik exponátů z raného středověku je slovanských. Muzeum vlastní také expozici k městským dějinám a k místnímu folklóru. Vlastivědné muzeum je umístěno v budově bývalého městského špitálu.

## Spolková činnost
Aktivní spolkový život v Drosendorfu dokazuje celá řada dobrovolných organizací. Velkou nadějí do budoucna jsou pro město předseda sportovního klubu, kulturního nebo také hudebního spolku. V zájmové oblasti pracuje ve městě celá řada dobrovolníků, kteří se snaží mladé generaci předávat nejen kulturní hodnoty, ale také pocit zodpovědnosti.

### Filmclub Drosendorf
Kino založené v Drosendorfu v roce 1920 mělo v sále hostince Failler na konci 20. století svou slávu již dávno za sebou a hrozilo mu zavření. Před jeho zánikem ho v roce 1999 zachránil „Filmový klub Drosendorf”. Zahájení nové éry bylo odstartováno italským snímkem „Cinema Paradiso”. Mimo rakouské filmové tvorby přináší méně známé filmy z Afriky, východní Evropy nebo Jižní Ameriky. V sále hostince Failler s červenou brokátovou tapetou mohou návštěvníci kina během produkce konzumovat kulinářské speciality u stylového posezení se stoly a židlemi. V roce 1992 odstartoval klub filmová představení pod šírým nebem „Kino-Open-Air Comeback” a za ním ho následovaly ostatní města jako „Mondscheinkino” v Eggenburgu, „Kino unter Sternen” ve Vídni nebo „Kino am Dom” v St. Pöltenu. V letních měsících promítá na pláži říční plovárny a občerstvení má na starosti spolek Slowfood Thayatal. V případě nepříznivého počasí se produkce přesouvá do plovárenského sálu.

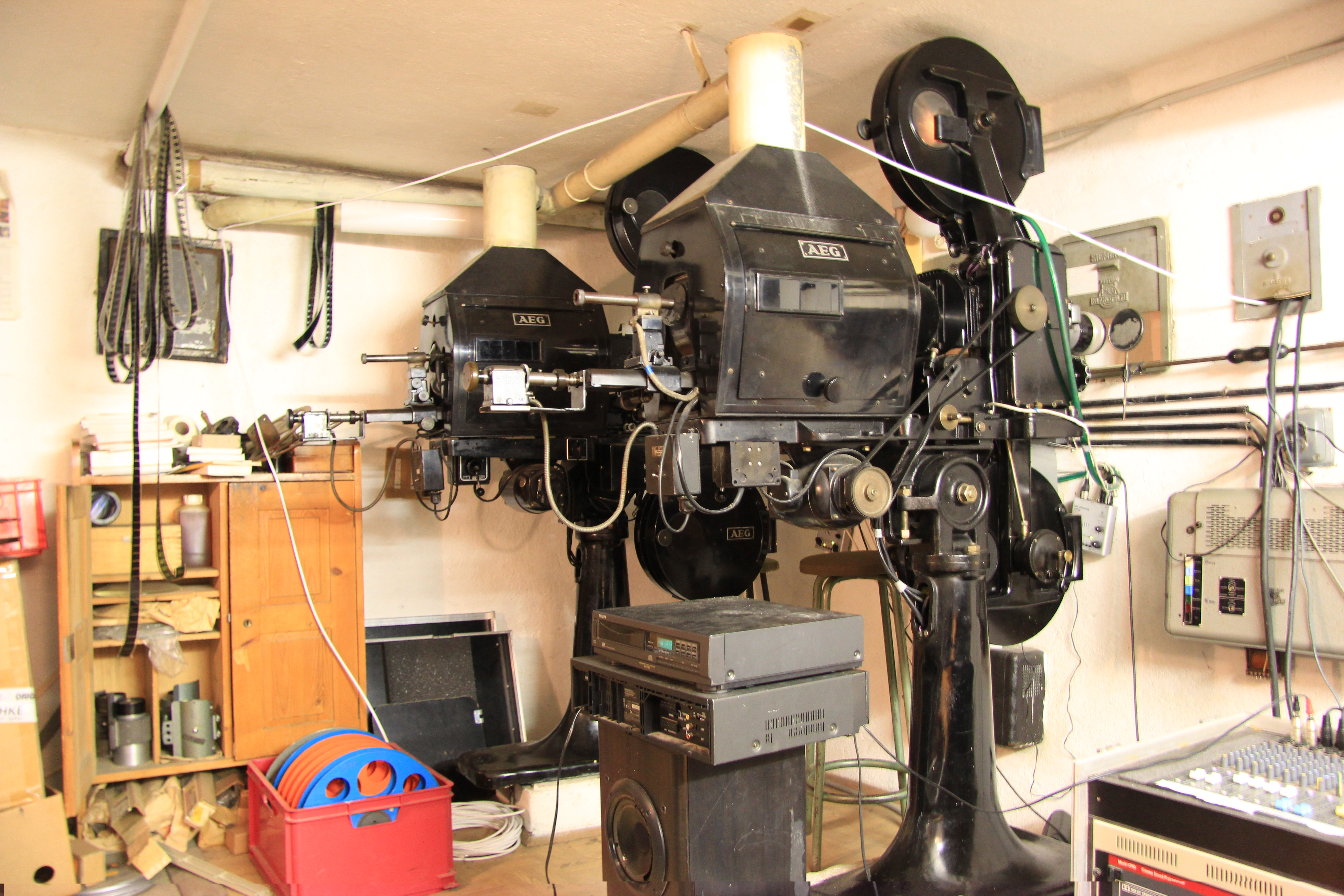
Kino Drosendorf – původní promítací přístroj firmy AEG

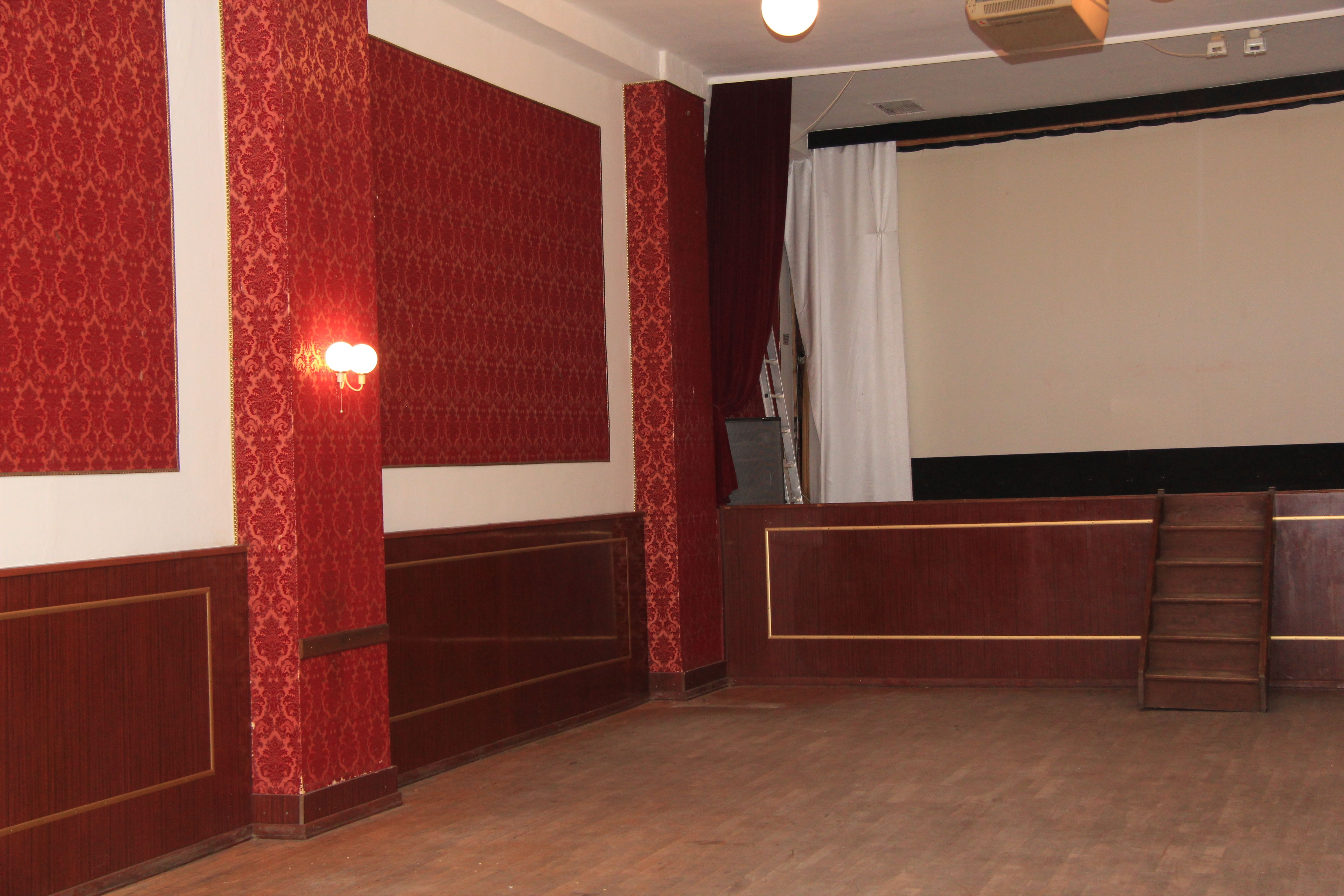
Kino Drosendorf – interiér s brokátovými tapetami

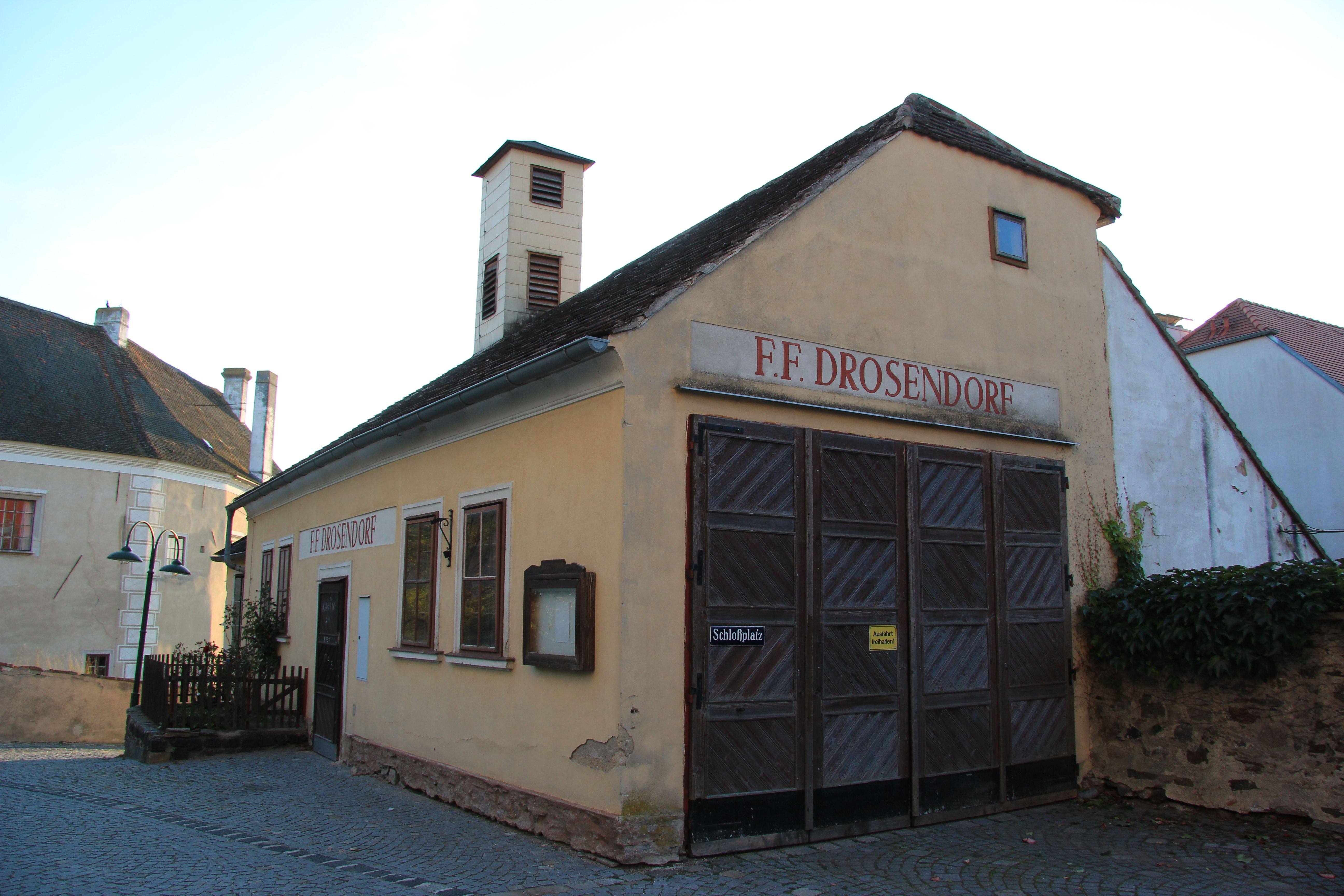
Drosendorf – bývalá hasičárna (Freiwillige Feuerwehr)

Programovou linii kinematografie formovalo také sousedství s Českou republikou. Film Ulricha Seidla „Mit Verlust ist zu rechnen” (Se ztrátou se počítá) o vesnicích Langau a Šafov se v roce 1993 postaral o třikrát za sebou plný kinosál. Česko-rakouský filmový festival CZinemA spolupracuje s českými kiny. Promítány jsou jednak české snímky, ale i rakouská filmová tvorba běžící v Čechách a na Moravě. Každoroční „Europafestival” se zaměřuje na témata jako hranice, vlast, asfalt nebo integrace. V rámci festivalu se konají literární přednášky UNÖL (Unabhängiges niederösterr. Literaturhaus) a hudební produkce. Jednou měsíčně v sobotu pořádá klub dětská představení a každoročně o Vánocích hraje pro školy. V rámci řady „Film & Musik” hostují při promítání i hudební umělci (Bözse Salonorchester, Radian nebo filmový hudební producent Erwin Rehling).

### Freiwillige Feuerwehr
Spolek dobrovolných hasičů (Freiwillige Feuerwehr Stadt Drosendorf) byl založen v Drosendorfu v roce 1877. Současní dobrovolní hasiči zasahují při požárech, dopravních nehodách (Fahrzeugbergung), při záchraně zvířat, poskytují technickou pomoc, ale i pomoc při kulturních produkcích. Jejich pomoc přichází v úvahu i při krizových situacích nebo přírodních katastrofách, jako tomu bylo při povodních v roce 2006 a 2013. Ročně tak odpracují přes 6 000 dobrovolnických hodin.
- Fotografický klub (Fotoclub Drosendorf)
- Volnočasový klub (Freizeitclub Drosendorf)
- Golfový klub (Golfclub Drosendorf)
- Pohraniční hudební spolek (Grenzlandmusikverein Zissersdorf)
- Pěvecký spolek (Gesangverein Drosendorf)
- Centrum pro mládež (Jugendzentrum)
- Jazzový klub (Jazzclub)
- Kulturní spolek KUKUK (Kulturverein KUKUK)
- Kulturní spolek MIMIKA (Kulturverein MIMIKA)
- Ovocnářský spolek (Obstbauverein Drosendorf)
- Unie fotbalového klubu (Union Fußballclub Drosendorf)
- Svaz důchodců (Pensionistenverband Drosendorf)
- Tenisový klub (Tennisclub Drosendorf)
- Jezdecký spolek (Reitverein Drosendorf)
- Svaz seniorů (Seniorenbund Drosendorf)
- Hospodářská a živnostenská organizce ARGE Wirtschaft Drosendorf-Zissersdorf

## Osobnosti
Synové a dcery:

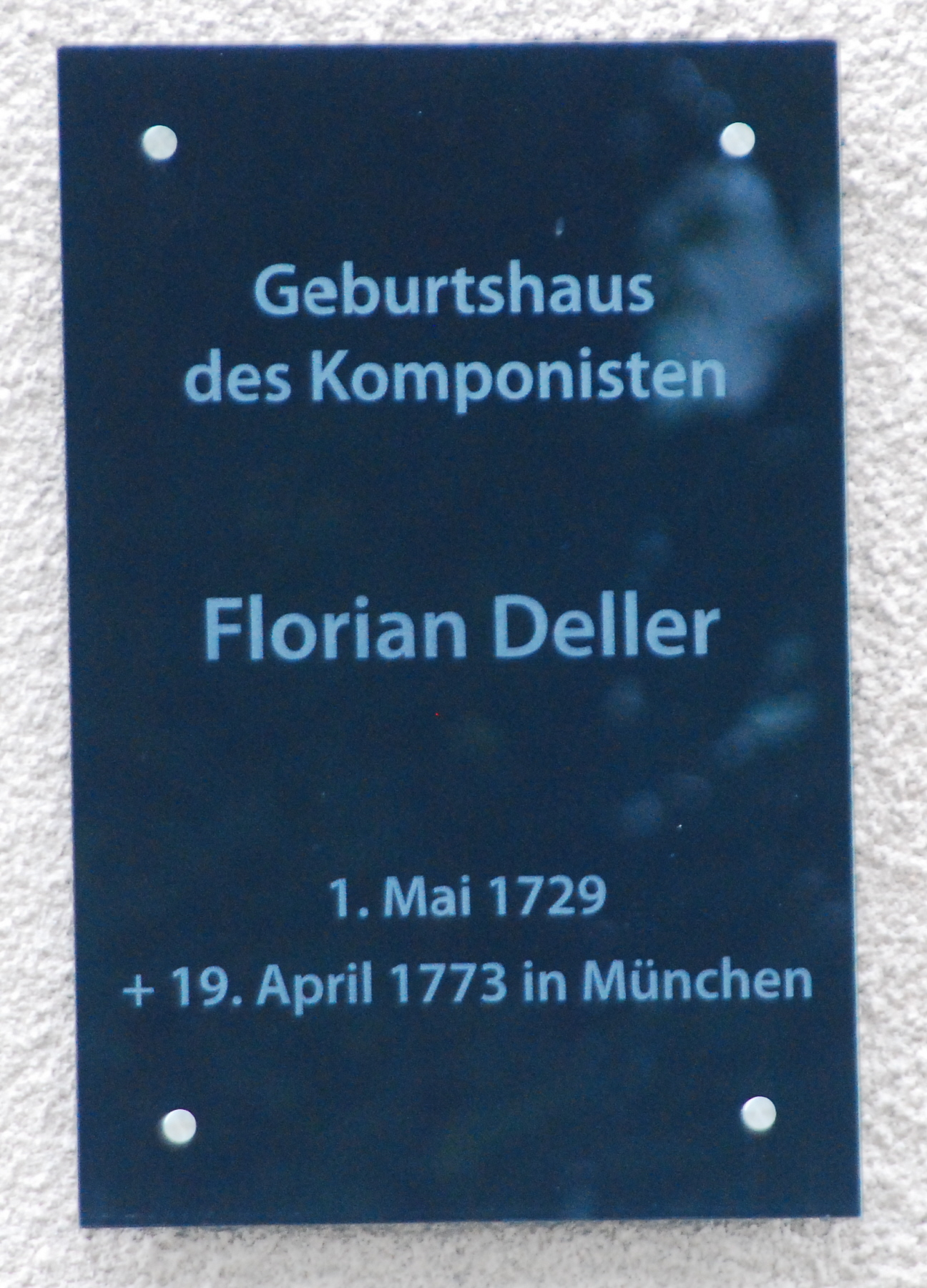
Pamětní deska – Florian Deller

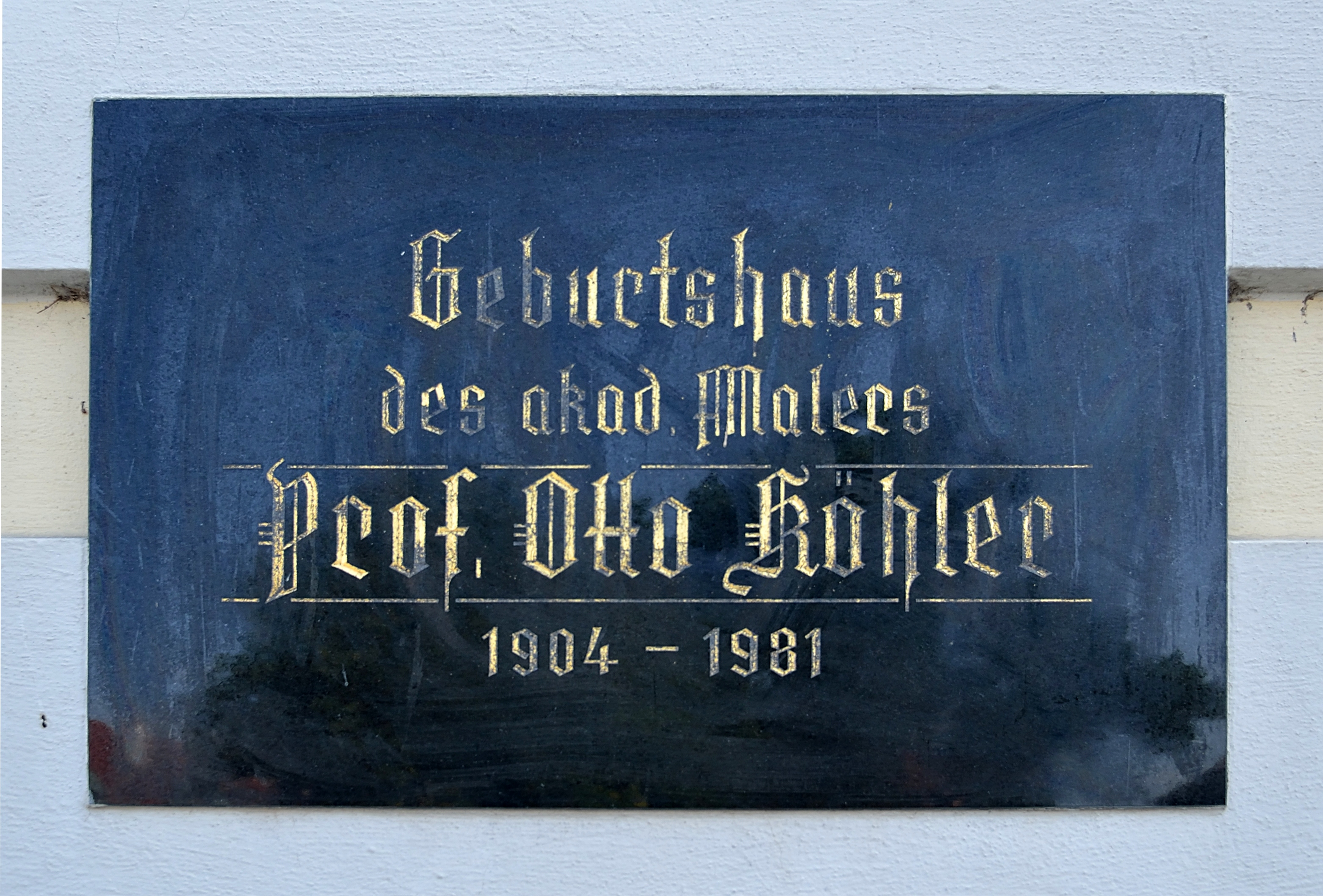
Pamětní deska – Otto Köhler

- Raimund Bauer (3. srpen 1913 – 15. únor 2000), vlastivědec a historik
- Karl Bitter (20. září 1870 – 7. duben 1954), starosta, řezník, majitel betonárky, člen Dolnorakouské živnostenské rady, velký podporovatel poutního kostela Maria Schnee.
- Florian Johann Deller (1729–1773), ve své době známý barokní skladatel doma i v zahraničí.
- Otto Köhler (3. červen 1904 – 1. září 1981), Prof., akademický malíř, maloval především fresko v kostelech a na fasádách domů (např. Základní škola) ve Waldviertel a ve Wachau.
- Franz Georg Krausl (9. prosinec 1936 – 27. září 2006), kronikář města, školní rada a nositel čestného prstenu města Drosendorfu.
- Hermann Walenta (* 1923), rakouský akademický sochař a malíř.

Osobnosti se vztahem k městu:
- Richard Bletschacher (* 1936), německý dramaturg a autor, žije v Drosendorfu a ve Vídni.
- Ernst Karl Hoyos-Sprinzenstein (1830–1903), majitel zámku Drosendorf.
- Ernst Karl Heinrich Hoyos-Sprinzenstein (1856–1940), majitel zámku Drosendorf.
- Hans Hoyos-Sprinzenstein (1923–2010), majitel zámku Drosendorf.
- Markus Hoyos (* 1960), majitel zámku Drosendorf.
- Rudolf Hoyos-Sprinzenstein (1884–1972), majitel zámku Drosendorf.
- Franz Xaver Kießling (4. duben 1859 – 20. říjen 1940), vlastivědec, völkisch spisovatel a antisemitský funkcionář Deutscher Turnerbund.
- Wolfgang Müller-Funk (* 1952), rakouský literární a kulturní vědec.
- Sabine Müller-Funk, rakouská umělkyně
- Robert Pobitschka, rakouský komponista a pianista.
- Wilhelm Ranetzky (1916–2008), vrchní školní rada, ředitel druhého stupně základní školy, dramatik, autor několika divadelních her, oceněn za dramatickou tvorbu rakouskou státní cenou v roce 1955, zakladatel Arbeitsgemeinschaft Literatur des NÖ Bildungs- und Heimatwerkes, držitel zlatého čestného prstenu za zásluhy pro Dolní Rakousko.
- Mella Waldstein (* 1964 Paris), rakouská žurnalistka a publicistka.

## Kulturní památky
|  | - Autendorf - kaplička (Wegkapelle) postavená kolem roku 1800. Na západ od ní stojí kamenný kříž s letopočtem 1851. - Drosendorf Altstadt - fara (Pfarrhof) se nachází západně od kostela. Jedná se o dvouposchoďovou barokní budovu ze 17. století. Místnosti v přízemí jsou klenuté a v západním křídle se nachází bývalá kaple. |
|  | - Drosendorf Altstadt - farní pozdněgotický kostel sv. Petra a Pavla s barokním interiérem z roku 1517. - Drosendorf Altstadt - bývalý hřbitov u kostela sv. Petra a Pavla. Celý areál je obehnaný zdí. |
|  | - Drosendorf Altstadt - Boží muka (Bildstock - Lederer- oder Urlaubsmarterl) z druhé poloviny 16. století. |
|  | - Drosendorf Altstadt - socha sv. Jana Nepomuckého (Johannes Nepomuk) stoji u mostu přes potok Thumeritzbach s letopočtem 1726. |
|  | - Drosendorf - městské hradby (Stadtmauer) o délce 1 750 m jsou jediné plně zachovalé městské hradby v Rakousku. - Drosendorf, Hauptplatz - farní kostel sv. Martina (Pfarrkirche hl. Martin) tzv. tržní kostel (Marktkirche) stojí na místě původní kaple z 13. století a byl vybudován v letech 1461–1463. |
|  | - Drosendorf, Badstraße - Boží muka „Fleischhackerkreuz” (nebo Fleischhackermarterl) vybudovaný kolem roku 1500 stojí u Raabské městské brány. - Drosendorf, Bahngasse 2 - budova vlakového nádraží (Bahnhof) postavená v „Heimatstilu” pozdního historismu. |
|  | - Drosendorf, Hauptplatz - morový sloup (Dreifaltigkeitssäule, tedy trojiční) uprostřed náměstí z roku 1714 s nápisem na zadní straně: so DIe herrsChafftVnD DIe statt In pestzeIt besChVzet hat. Sousoší na obelisku zobrazuje nanebevzetí Panny Marie. Na hranách zdobí obelisk svatý Šebestián, svatý Roch a svatý Jan Nepomucký. Taktéž je na morovém sloupu umístěn reliéf svaté Rozálie. |
|  | - Drosendorf, Hauptplatz - pranýř (Pranger) na náměstí je jedním z nejlépe zachovaných v německy mluvících zemích. Jeho spodní část pochází z období kolem roku 1500. Socha rytíře (Steinerne Mann) s mečem v ruce umístěná na vrcholu pranýře z roku 1616 zpodobňuje tzv. Rolanda, který symbolizoval soudní a městské právo. Zrovna tak se objevuje socha Rolanda na pranýři v sousední obci Vratěníně (také v Poznani). |
|  | - Drosendorf, Hauptplatz 1 - radnice (Rathaus) z roku 1542 byla po požáru přestavěna a v roce 1930 obdržela sgrafitovou fasádu od Augusta Hoffmanna. V poschodí s křížovou klenbou se nachází železné dveře ze 17. století. - Drosendorf, Hauptplatz 21 - rozložitý měšťanský dům (Wohnhaus) s polovalbovou střechou. |
|  | - Drosendorf, Hauptplatz mezi 32 a 34 - hradební brána (Tormauer) z druhé poloviny 18. století. - Drosendorf, Horner Straße - památník obětem 1. a 2. světové války (Kriegerdenkmal) |
|  | - Drosendorf, Horner Straße 1 - měšťanský dům, bývalá pekárna (Bürgerhaus, ehem. Bäckerhaus; Dundlerhaus) s datací 1559. - Drosendorf, Horner Straße 24 - budova základní školy (Volks- und Hauptschule). |
|  | - Drosendorf, Raabser Tor 1 - obytný dům, bývalý pivovar (Wohnhaus, ehem. Brauerei) s jádrem ze 16. století. - Drosendorf, Schloßplatz 1 - zámek Drosendorf (Schloss Drosendorf) |
|  | - Drosendorf, Schloßplatz 5 - bývalá hasičárna (Feuerwehrhaus) - Drosendorf, Schulsiedlung 17 - sýpka (Schüttkasten) |
|  | - Drosendorf Stadt, západně od města - kaplička Jana Nepomuckého (Johannes Nepomuk-Kapelle) - Drosendorf Altstadt - zbytky bývalé kaple (Kirchenruine Johanneskapelle) |
|  | - Drosendorf Stadt - Boží muka (Bildstock) - Elsern - boží muka (Bildstock) |
|  | - Heinrichsreith - místní kaple (Ortskapelle) - Oberthürnau - místní kaple (Ortskapelle) |
|  | - Unterthürnau - Kieslingův mlýn čp. 20 (Kunstmühle, Kieslingmühle, Kieslinghaus) nese jméno po rodině Kieslingů. Rakouský architekt Erich Franz Leischner („Robert-Blum-Hof a „Franz-Kurz-Hof ve Vídni) si oblíbil okolí Drosendorfu a letní dovolenou často trávil právě u Kieslingů na mlýně. Slovo dalo slovo a Leischner navrhl Kieslingům novou přestavbu mlýna (stavba dokončena 1933). Zejména upoutá hranolovitá věž se skleněnými průhledy do okolí. Mlýn zdobí betonové plastiky, sgrafito a sluneční hodiny. Vzhledem k tomu, že Kislingovi měli hodně neprovdaných dcer, navrhl architekt Leischner i mnoho obytného prostoru, dále celý mobiliář, z něhož je podstatná část i s koupelnami zachována. - Unterthürnau - Kaple sv. Magdaleny (Ortskapelle hl. Magdalena) |
|  | - Wolfsbach - místní kaple (Ortskapelle Wolfsbach) z roku 1746 byla po požáru v roce 1851 renovována. - Wollmersdorf - socha sv. Jana Nepomuckého (Figurenbildstock hl. Johannes Nepomuk) z roku 1729 stojí před dřevěnou zvoničkou. |
|  | - Zettlitz - Boží muka (Bildstock) východně od obce z přelomu 17. a 18. století. - Zettlitz - socha sv. Jana Nepomuckého (Figurenbildstock hl. Johannes Nepomuk) severozápadně od obce z poloviny 18. století. |
|  | - Zissersdorf - fara (Pfarrhof) z konce 18. století s klenutým stropem v přízemí. - Zissersdorf 95 - budova vlakového nádraží (Aufnahmsgebäude Zissersdorf) |
|  | - Zissersdorf - Boží muka (Bildstock) západně od obce z první poloviny 17. století. - Zissersdorf 95 - Boží muka (Bildstock) severně od obce z roku 1587. |
|  | - Zissersdorf - socha sv. Jana Nepomuckého (Figurenbildstock hl. Johannes Nepomuk) z konce 18. století. - Zissersdorf - farní kostel sv. Jana a Pavla (Kath. Pfarrkirche hll. Märtyrer Johannes und Paulus) Z ROKU 1783. |